# 四十八体仏

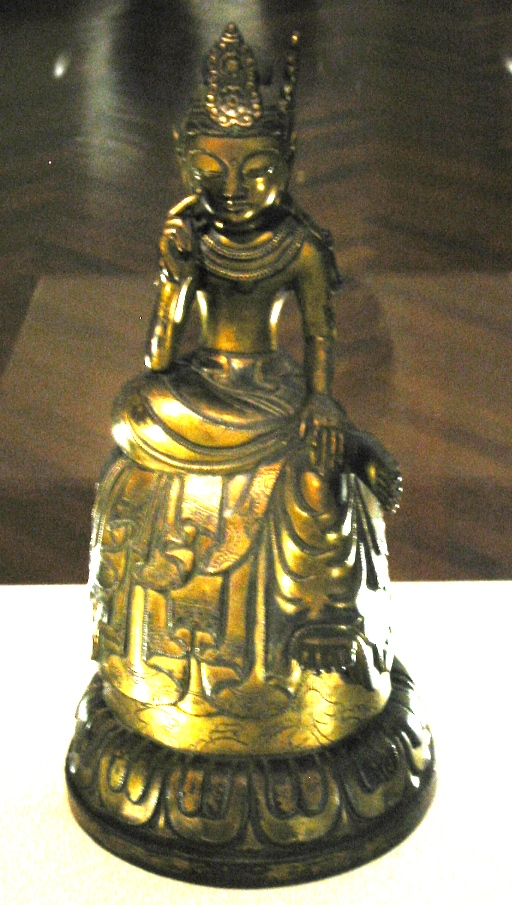
菩薩半跏像（159号）

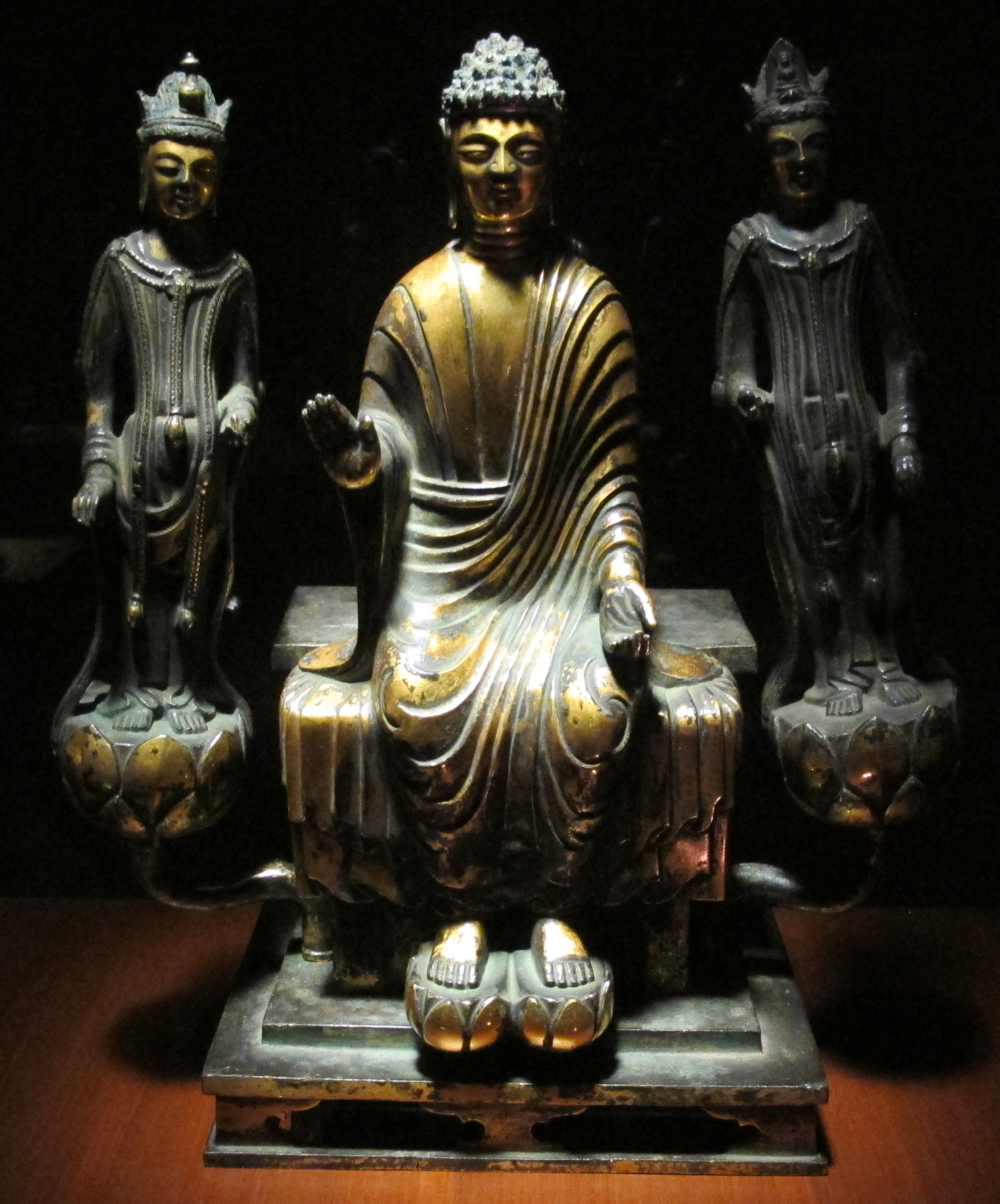
阿弥陀三尊像（144号）

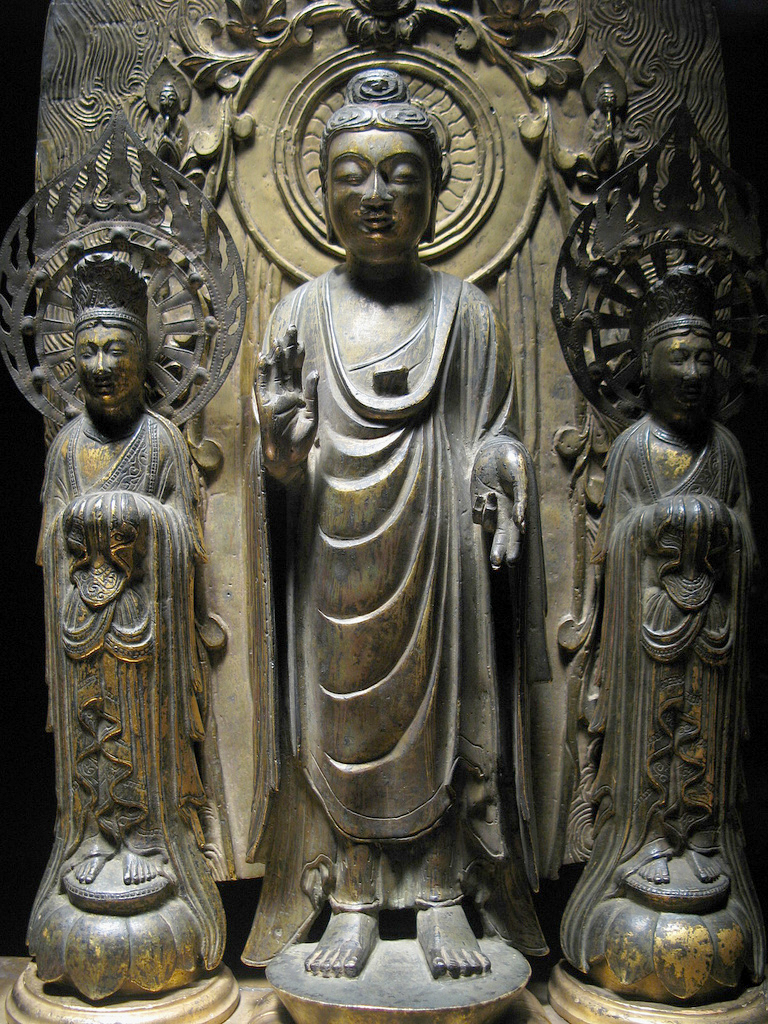
一光三尊像（143号）

四十八体仏（しじゅうはったいぶつ）は、東京都台東区の東京国立博物館が所蔵する、飛鳥時代から奈良時代にかけての49件（57体）の金銅仏（こんどうぶつ）の総称（金銅仏とは、銅製鍍金の仏像の意）。
その伝来から、法隆寺献納金銅仏、御物金銅仏などとも呼ばれる。これらの金銅仏は、もとは奈良県の法隆寺に伝来したもので、いずれも像高20センチから50センチ内外の小像であるが、飛鳥 - 奈良時代の仏像彫刻のまとまったコレクションとして他に類例がない。日本仏教彫刻史の貴重な資料であるとともに、中国大陸や朝鮮半島の仏像製作の技術や様式の日本への伝播を知るうえでも重要な作品群である。

## 概要

### 「四十八体仏」とは
「四十八体仏」と総称される金銅仏群の実数は49件57体である。これらの金銅仏群は、奈良県斑鳩町の法隆寺に伝来したものであるが、1878年（明治11年）、他の法隆寺伝来の宝物類とともに、当時の皇室に献納され、東京上野の帝国博物館（東京国立博物館の前身）に保管されてきたものである。四十八体仏を含む300余件の宝物類が法隆寺から皇室に献納された背景には、当時の日本の仏教寺院の経済的疲弊があった。日本においては、江戸幕府崩壊後の1868年（明治元年）、いわゆる神仏分離令が発布されて仏教と神道の混淆が禁止され、廃仏毀釈と呼ばれる仏教排斥運動が起きた。この結果、多くの仏教寺院が破却され、多くの仏像や寺宝が巷間に流出・散逸した。この時期、聖徳太子ゆかりの寺院である法隆寺も寺領を失って経済的に困窮し、傷んだ堂塔の修理も思うにまかせない状態であった。そうした中、法隆寺では、当時の住職であった千早定朝の苦渋の決断により、宝物類300余件を皇室に献納し、それによって得られる下賜金によって堂塔の修理と寺の存続を図ろうとしたものである。こうして、前述のように300余件の宝物が1878年（明治11年）、当時の皇室に献納された。四十八体仏もこの時に法隆寺から皇室に献納された宝物の一部であった。四十八体仏の作風は多様であるが、形式化・類型化した像や技量の劣る作品が含まれず、全体に水準の高い金銅仏のコレクションである点が評価されている。

### 伝来
これら49件57体の金銅仏は、その作風・技法から飛鳥・奈良時代（7 - 8世紀）の製作とみられるが、これらが法隆寺に伝来することとなった正確な経緯は不明である。平安時代後期、11世紀における法隆寺金堂内の仏像安置状況を記録した史料である『金堂日記』（『金堂仏像等目録』）によれば、当時の金堂内には多数の小仏像が安置されており、これらの一部が現存する四十八体仏に該当すると推定されている。『金堂日記』によると、承暦2年（1078年）、飛鳥の橘寺から計49躯の小仏像が法隆寺金堂へ移された。当時の橘寺は僧の数が少なく、管理が行き届いていなかったため、聖徳太子由縁の法隆寺へ仏像を移管したという。『金堂日記』によると、当時の法隆寺金堂内陣には、中の間に本尊釈迦三尊像、東の間に薬師三尊像を安置し、西の間には小像18躯があって、うち1躯は橘寺伝来の像であった。このほか内陣の裏手（北側）には、東・中・西の3つの厨子があった。このうち、東の厨子は現存する玉虫厨子、西の厨子は同じく現存する橘夫人厨子に該当し、中の厨子には多くの小像が安置されていた。「中大厨子」と呼ばれるこの厨子は上下二階に分かれ、上階には小仏46躯、下階に橘寺伝来の小仏44躯を収めていた。他に釈迦誕生像2具8躯があり、このうち1具は法隆寺本来のもので、1具は橘寺伝来のものであったという。以上のように、11世紀当時の金堂には100躯以上の小仏像があったことになり、四十八体仏はこれらの一部に該当すると考えられている。四十八体仏という呼称は、阿弥陀如来の四十八願にちなんだもので、江戸時代の記録である『法隆寺補忘集』や『斑鳩古事便覧』にすでにこの呼称が見える。
前述の「中大厨子」の記録は室町時代には途絶え、厨子内に収められていた小仏像は、江戸時代には寺内の蔵（綱封蔵）に移されていたことが延享3年（1746年）の『古今一陽集』から判明する。これらの小仏像は、江戸時代には出開帳にも出品されていた。天保13年（1842年）、江戸・回向院にて行われた法隆寺の出開帳の出品物を図示した記録である『御宝物図絵』（東京国立博物館蔵）を見ると、この時の出開帳に四十八体仏が出品されていたことがわかる。これらの小仏像は、前述のとおり1878年、他の宝物類とともに当時の皇室に献納された。これらのいわゆる法隆寺献納宝物は、東京上野の博物館（後に帝国博物館、さらに帝室博物館と改称）に保管されていた。第二次大戦後、帝室博物館が国立に移管するとともに、四十八体仏を含む法隆寺献納宝物は東京国立博物館の所蔵品となった。1964年、東京国立博物館内に法隆寺献納宝物専用の展示・保管施設である法隆寺宝物館が開館し、四十八体仏もそこへ移された。なお、旧・法隆寺宝物館は後に取り壊されており、現・法隆寺宝物館は1999年に新築開館したものである。四十八体仏は同館の第2室に常設展示されている。
東京国立博物館では、法隆寺献納宝物に「1」から「319」までの整理番号（台帳番号、列品番号）を付しており、四十八体仏の整理番号は143号から191号までである。四十八体仏中の特定の像を指す際には、便宜的にこの整理番号を使用して「143号像」「191号像」等と呼ぶことが多い（本項でも、以下、この番号を用いることとする）。
49件57体の金銅仏のうち、1体のみは中世の後補であるが、他の56体は飛鳥時代から奈良時代（7〜8世紀）の作品である。49件のうち、台座に製作年と製作事情を銘記するものが2件ある（156号と165号）。165号観音菩薩立像銘文中の「辛亥年」は西暦651年に該当。156号菩薩半跏像銘文中の「丙寅年」については、606年とする説と、干支が一巡した後の666年とする説がある。
各像はもとは光背を伴っていたが、像本体と光背との組み合わせは必ずしも当初のままであるとは限らず、光背の枘穴を無理に広げて像に取り付けたものも散見される。このため、143号の如来三尊像以外の光背は取り外されて別途保管されている。

### 作風とその源流
朝鮮半島の百済から日本へ仏教が伝来したのは、『元興寺縁起』によれば538年、『日本書紀』によれば552年とされ（近年は538年説が有力）、いずれにしても6世紀半ばのことである。『書紀』によれば、百済の聖王（聖明王）は時の欽明天皇に釈迦仏金銅像一躯、幡蓋若干、経論若干巻を献上した。『書紀』には、「西蕃（にしのとなりのくに）の献（たてまつ）れる仏の相貌（かお）端厳（きらぎら）し」とあり、金色燦然と輝く金銅仏に感心した様子がうかがわれる。
当時の日本では、外来の宗教である仏教を受け入れるか否かをめぐって有力者の間で意見が分かれ、崇仏派と排仏派の間で武力衝突も起きたが、結果的には崇仏派が勝利し、6世紀末から7世紀前半にかけて、飛鳥寺（法興寺）、法隆寺、四天王寺などの仏教寺院が建立された。こうした寺院の堂塔の建立や仏像の造立には、朝鮮半島からの渡来人の技術指導が不可欠であった。飛鳥時代を代表する仏師である鞍作止利（止利仏師）も百済系渡来人の子孫である。鞍作止利の作品である法隆寺金堂本尊釈迦三尊像（623年）をはじめ、同寺の戊子年（628年）銘釈迦如来及び脇侍像などに見られる様式を「止利式」と称する。止利式の仏像の様式上の特色としては、角張った面長の頭部、杏仁形（アーモンド形）の眼、微笑を浮かべるように見える口元、中国風の服制、図式的に整えられ左右相称を基本とした衣文、左右に鰭（ひれ）状に広がる天衣、蕨手状の垂髪などがある。四十八体仏の中では145 号の如来坐像、149号の如来立像、155号の菩薩半跏像などが止利式に分類される。こうした止利式仏像について、かつては北魏の仏像がその様式的源流とされていたが、北朝の北魏よりもむしろ南朝にその源流を求めるべきだとの意見もある。いずれにしても、中国南北朝時代の仏像様式が朝鮮半島を経て日本へと伝えられたものである。四十八体仏の中には、その作風や技法からみて、日本製ではなく、朝鮮半島からの将来像とみられるものも数件含まれている。143号の如来三尊像、151号の如来立像、158号の菩薩半跏像などは、三国時代の朝鮮半島製とみられている。
四十八体仏の中には止利式の諸像よりやや年代の下る7世紀後半〜8世紀初頭の飛鳥時代後期（白鳳期）の作品も多い。天武天皇（在位673 - 686）は中央集権的国家体制の基盤をかためるとともに、鎮護国家のため仏教を奨励保護し、薬師寺を建立した。この時代には、隋から初唐の様式に源流をもつ、いわゆる白鳳様式の仏像が製作された。この時期の代表的な金銅仏としては、法隆寺大宝蔵院の銅造観音菩薩立像（夢違観音）及び銅造阿弥陀如来及び両脇侍像（伝・橘夫人念持仏）、興福寺の銅造仏頭（旧山田寺薬師如来像頭部）などが挙げられる。これらの金銅仏は、明朗な表情、自然味を増した肉付けや衣文表現などに特色があり、四十八体仏のうちでは、144号の阿弥陀三尊像などに前述の諸像と共通した作風がみられる。この時期には仏像彫刻の様式も多様化し、四十八体仏中にも朝鮮半島の新羅の様式を受けたもの、飛鳥時代前期の金銅仏から日本独自の様式発展をとげたものなど、さまざまな様式の作品が存在している。中で注目されるのは、一連の童子形像である。童子形像とは、童顔で頭部が大きく、脚が短い、幼児のような体型の像で、153号の如来立像、179号の観音菩薩立像、188号の菩薩立像などがこれにあたる。

### 鋳造技法
各像は蝋型鋳造の技法で製作されている。蝋型鋳造の製作過程は次のとおりである。まず、粘土で像の概形を作り、この中型の周囲に蜜蝋を被せて細部の造形を行う。蜜蝋とは、蜂蜜から取れる蝋に松脂などを加えたものである。この蜜蝋で作った像の外側をさらに外型の土で覆い、像の上部または底部に湯口（溶銅の流し込み口）を作る。鋳造時に中型と外型がずれないように、要所に中型と外型をつなぐ「型持」と呼ばれる金属片を挿入する。型を支えるため、中型内部に鉄製の芯を立てる場合もあり、鋳造後に鉄芯を残したままにしている像や、頭頂部に鉄芯を抜いた跡の穴が残る像もある。以上の型全体を熱すると、土型は焼き締まり、蜜蝋は溶けだしてその部分が空洞になる。この空洞に溶銅を流し込む。銅が冷却したら、外型の土をはずし、中型の土を掻き出す。中型の土の部分は、完成像では空洞となるが、小像の場合は中型の空洞がないムク鋳造の像もある。また、頭部のみムクで、首から下には空洞があるもの、台座部分のみに空洞があって像本体はムクであるものなど、像によってさまざまである。いわゆる止利式の像には頭部まで空洞とするものが多く、止利一派の技法の特色とみられる。鋳造後の像はタガネで表面を仕上げ、目鼻立ち、衣文、装身具などの細部を刻み出す。さらに鍍金を行って完成である。

## 個別解説

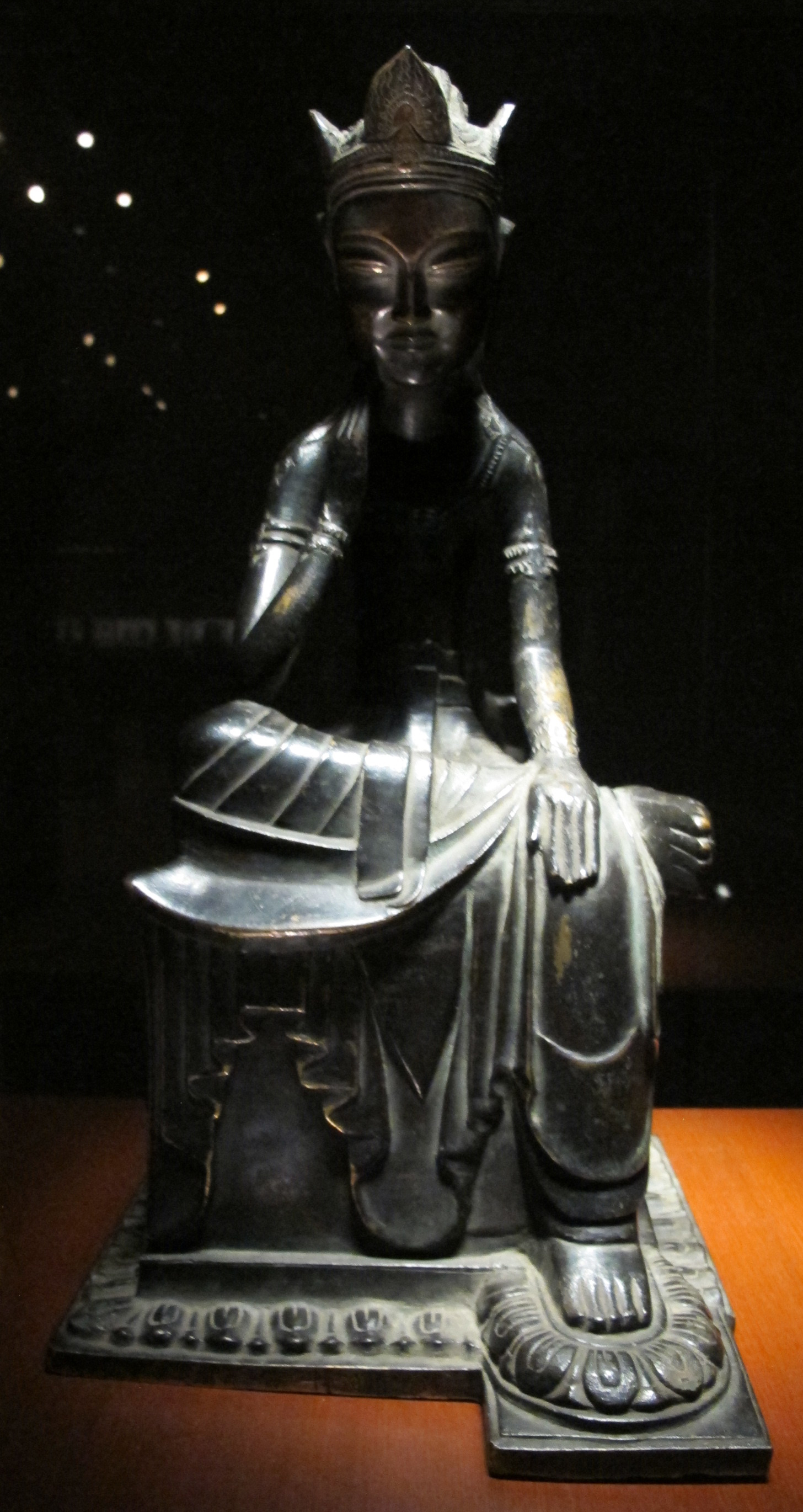
菩薩半跏像（156号）

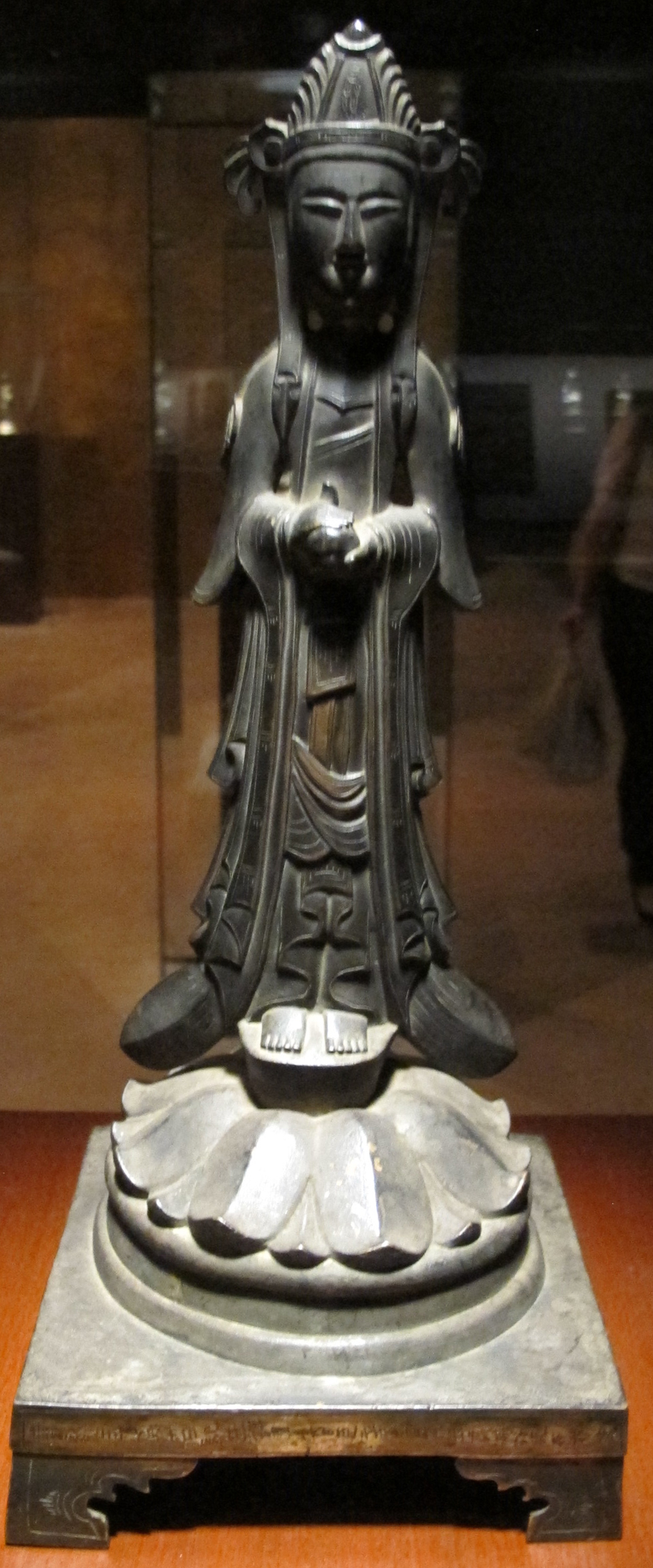
観音菩薩立像（165号）
像高23.5センチ、7世紀（651年）
台座框の刻銘から西暦651年の作と判明する。両手を胸前に構え、右手を上、左手を下にして宝珠を捧持する形の観音像である。本像のように胸前で両手で宝珠を持つ形式の像は法隆寺夢殿本尊の木造観音菩薩立像（救世観音）のほか、日本および朝鮮半島の古代金銅仏の中に複数の例があり、四十八体仏の中では他に166号像、167号像がある。この種の宝珠捧持像の中には、正確な像名が不明のものもあるが、本像は、宝冠正面に観音の標識である化仏（けぶつ）を表しており、観音像であることが明らかである。『阿弥陀経』所説に基づき、宝冠に化仏を表した観音像で、造像年代の明らかな作品としては日本最古の遺品である。頭部には頂上に宝珠と三日月形を表した山形の宝冠を戴き、冠の左右にはパルメット状の飾りを付し、冠帯を長く垂らす。胸には幅広の胸飾りを付け、体部の両側面には天衣を左右相称に鰭状に表す。像は側面から見ると肉付けが薄く、扁平な側面感を表し、正面観照性が強い。両手で宝珠を持つポーズのほか、正面観照性の強さ、鰭状に図式的に広がる天衣などの造形上の特色は、法隆寺救世観音像と共通性がある。像本体から蓮肉までを一鋳とし、反花（かえりばな）以下の台座は別鋳である。像は頭部のみムク鋳造で、像内には鋳造時に支えとして用いた鉄芯が残存している。
台座框の側面に以下の刻銘がある。
辛亥年七月十日記笠評君名□古臣辛丑日崩去辰時故児在布奈太利古臣又伯在建古臣二人志願
「□古臣」は「左古臣」とも「太古臣」とも読まれている。銘文は辛亥年に没した「笠評君□古臣」のために、その子の「布奈太利古臣」と伯父の「建古臣」が発願して造像したと解される。銘文中の辛亥年については、西暦591年とする説と、干支が一巡した60年後の651年とする説とがあった。文中の「評」字が「郡」（こおり）の意味に解され、この意味での「評」の用例は591年（崇峻朝）にはまだ見られないことから、本像については651年作とするのが定説となっている。
菩薩半跏像（156号）
像高（坐高）28.6センチ、（頭頂〜足先）39.0センチ、7世紀（606または666年）
宣字座と呼ばれる箱形の台座に坐し、左脚を踏み下げる半跏像である。右手を軽く頬に当てて思惟の相を示す、いわゆる半跏思惟像の一例である。体に比して頭部が大きく、胴を細く作るプロポーションに特色がある。頭部には三面宝冠を戴き、肩に垂髪を表し、胸飾、腕釧、臂釧を身に着ける。台座内部は空洞だが、像本体はムク鋳造とする。
台座下端の框の側面に次の刻銘がある。
歳次丙寅年正月生十八日記高屋大夫為分韓婦夫人名阿麻古願南无頂礼作奏也
銘文は、「丙寅の年に高屋大夫が、亡くなった朝鮮半島出身の夫人・阿麻古のために造像した」と解される。この丙寅年については、606年（推古朝）とする説と、干支が一巡した60年後の666年（天智朝）とする説とがあり、定説をみない。同じ丙寅年の造像銘を有する大阪・野中寺の銅造弥勒菩薩半跏像は、銘文中の年月日と干支の組み合わせから666年の作であることが明らかであるが、この野中寺像に比べて156号像の作風が古様であり、同じ年の作品には見えないということが、606年説の根拠となっている。一方、156号像の三面宝冠や銘文中の「大夫」の語の使用は推古朝にはなかったとするのが666年説の根拠となっている。

## 一覧
各像の像高は、資料によって小差がある。ここでは「重要文化財」編纂委員会編『解説版新指定重要文化財 3 彫刻』（毎日新聞社、1981）および『特別展金銅仏』（展覧会図録、東京国立博物館、1987）記載のものに従った。
- 如来及び両脇侍像（143号）像高中尊28.7センチ、脇侍各20.5センチ、7世紀
- 阿弥陀如来及び両脇侍像（144号）中尊像高（坐高）18.8センチ（頭頂〜足先）28.4センチ、左脇侍21.2センチ、右脇侍21.0センチ、7世紀
- 如来坐像（145号）像高27.9センチ、7世紀
- 如来坐像（146号）像高22.6センチ、7世紀
- 如来坐像（147号）像高17.2センチ、7世紀
- 如来倚像（148号）像高（坐高）16.2センチ（頭頂〜足先）23.5センチ、7世紀
- 如来立像（149号）像高27.4センチ、7世紀
- 如来立像（150号）像高27.3センチ、7世紀
- 如来立像（151号）像高33.4センチ、7世紀
- 如来立像（152号）像高30.1センチ、7世紀
- 如来立像（153号）像高29.5センチ、7世紀
- 如来立像（154号）像高27.3センチ、7 - 8世紀
- 菩薩半跏像（155号）像高（坐高）26.2センチ、（頭頂〜足先）38.0センチ、7世紀
- 菩薩半跏像（156号）像高（坐高）28.6センチ、（頭頂〜足先）39.0センチ、7世紀（606または666年）
- 菩薩半跏像（157号）像高（坐高）17.2センチ、（頭頂〜足先）24.9センチ、7 - 8世紀
- 菩薩半跏像（158号）像高（坐高）12.1センチ、（頭頂〜足先）20.5センチ、7世紀
- 菩薩半跏像（159号）像高（坐高）16.8センチ、（頭頂〜足先）22.9センチ、7世紀
- 菩薩半跏像（160号）像高（坐高）15.7センチ、（頭頂〜足先）22.1センチ、7世紀
- 菩薩半跏像（161号）像高（坐高）15.4センチ、（頭頂〜足先）17.7センチ、7世紀
- 菩薩半跏像（162号）像高（坐高）18.4センチ、（頭頂〜足先）25.0センチ、7世紀
- 菩薩半跏像（163号）像高（坐高）23.6センチ、（頭頂〜足先）34.5センチ、7 - 8世紀
- 菩薩半跏像（164号）像高（坐高）21.9センチ、（頭頂〜足先）33.8センチ、7 - 8世紀
- 観音菩薩立像（165号）像高23.5センチ、7世紀（651年）
- 観音菩薩立像（166号）像高24.4センチ、7世紀
- 観音菩薩立像（167号）像高22.9センチ、7世紀
- 観音菩薩立像（168号）像高34.6センチ、7世紀
- 観音菩薩立像（169号）像高30.6センチ、7世紀
- 観音菩薩立像（170号）像高28.8センチ、7世紀
- 観音菩薩立像（171号）像高28.7センチ、7 - 8世紀
- 観音菩薩立像（172号）像高39.9センチ、7世紀
- 観音菩薩立像（173号）像高21.2センチ、8世紀
- 観音菩薩立像（174号）像高26.4センチ、7世紀
- 観音菩薩立像（175号）像高31.0センチ、7世紀
- 観音菩薩立像（176号）像高29.3センチ、7世紀
- 観音菩薩立像（177号）像高37.8センチ、7世紀
- 観音菩薩立像（178号）像高30.8センチ、7世紀
- 観音菩薩立像（179号）像高30.1センチ、7世紀
- 観音菩薩立像（180号）像高29.4センチ、7 - 8世紀
- 観音菩薩立像（181号）像高32.5センチ、7世紀
- 観音菩薩立像（182号）像高30.9センチ、7 - 8世紀
- 観音菩薩立像（183号）像高31.4センチ、7世紀
- 観音菩薩立像（184号）像高26.4センチ、8世紀
- 観音菩薩・勢至菩薩立像（185号）像高観音22.0センチ、勢至22.3センチ、7 - 8世紀
- 菩薩立像（186号）像高38.0センチ、7世紀
- 菩薩立像（187号）像高42.3センチ、7世紀
- 菩薩立像（188号）像高30.0センチ、7世紀
- 菩薩立像（189号）像高30.7センチ、7世紀
- 菩薩立像（190号）像高30.8センチ、7 - 8世紀
- 麻耶夫人及び天人像（191号）像高麻耶夫人16.6センチ、天人13.0 センチ、11.5センチ、11.7センチ、7世紀（天人像のうち1体は鎌倉時代の補作）

## 画像

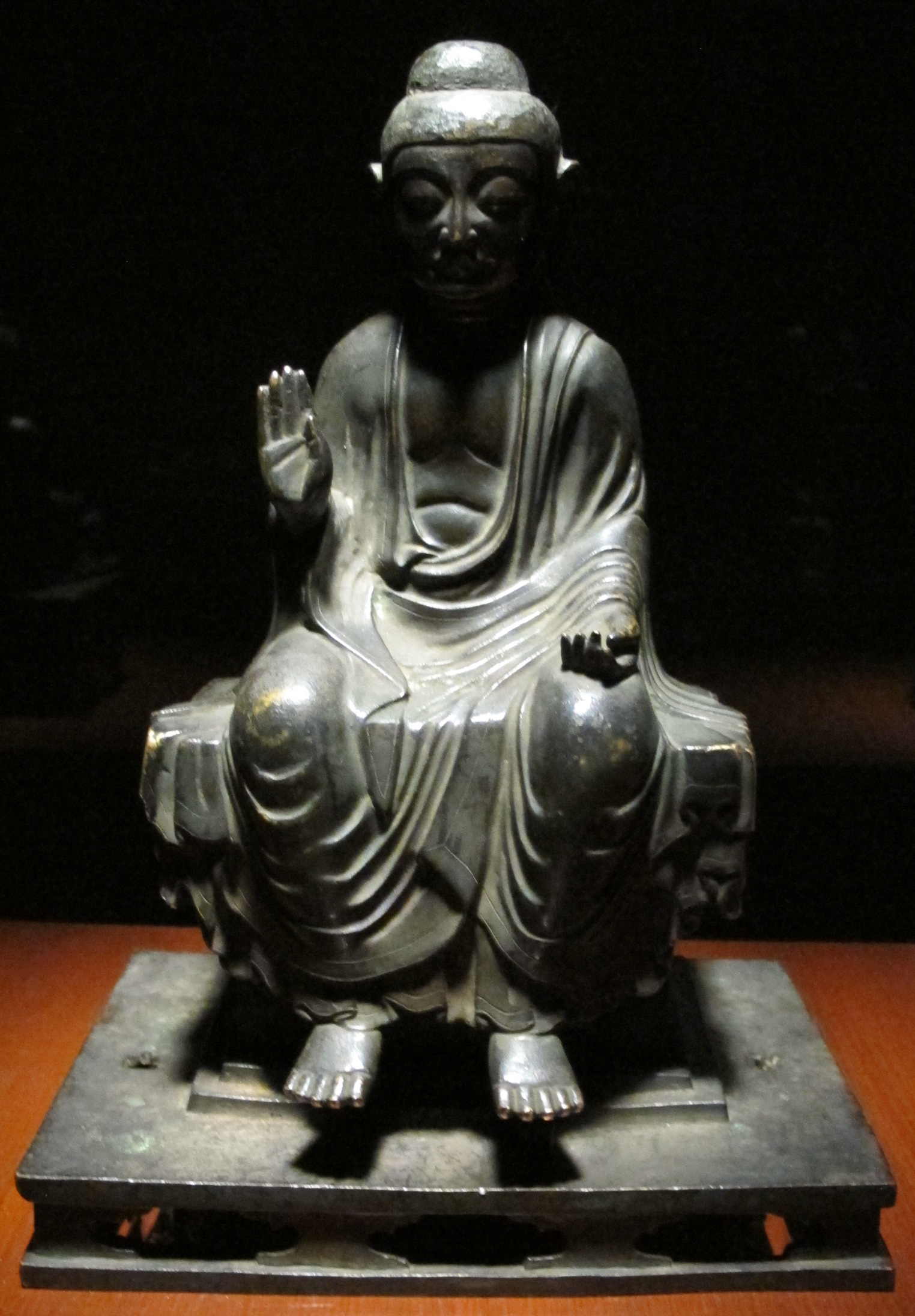
如来倚像（148号）
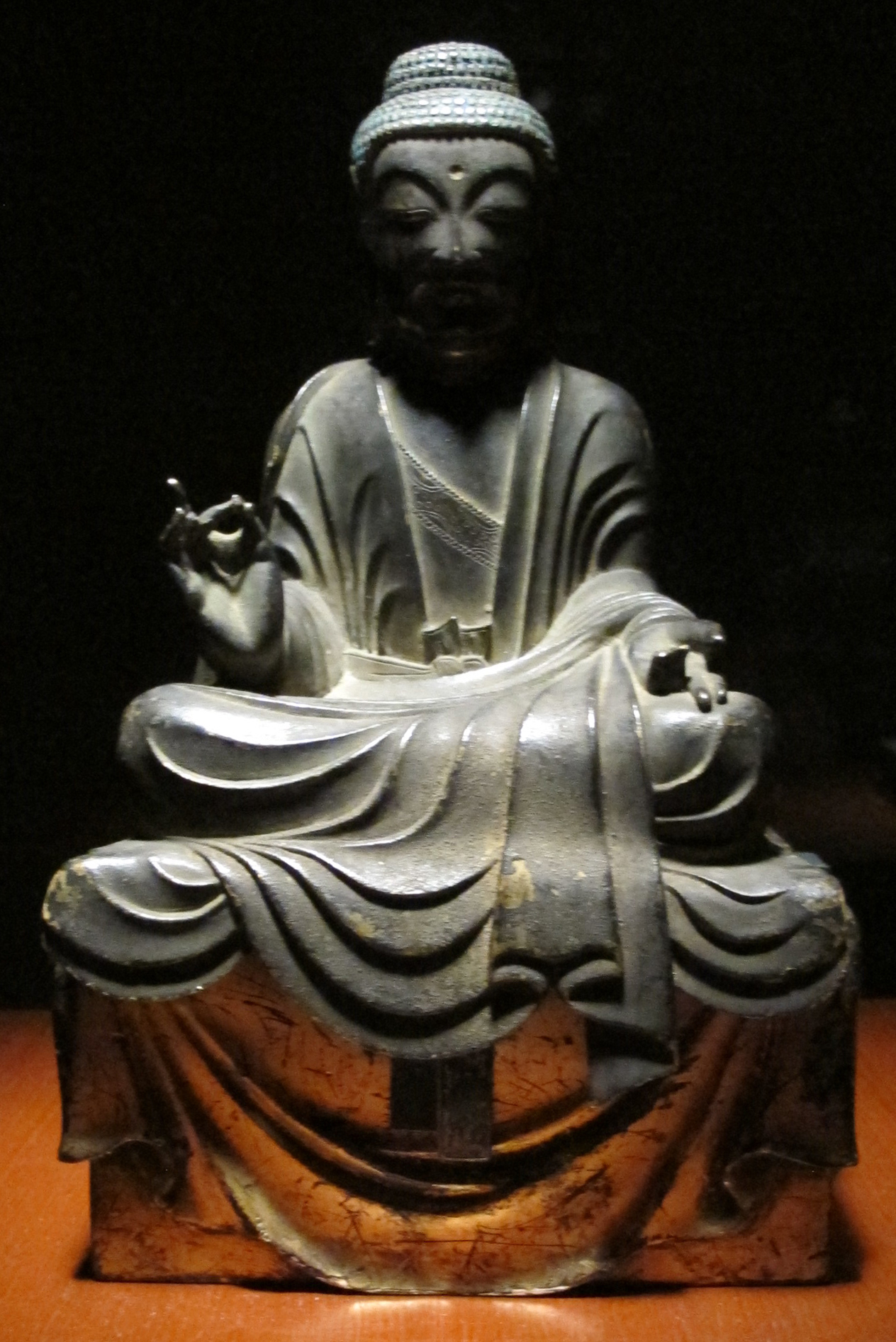
如来坐像（147号）
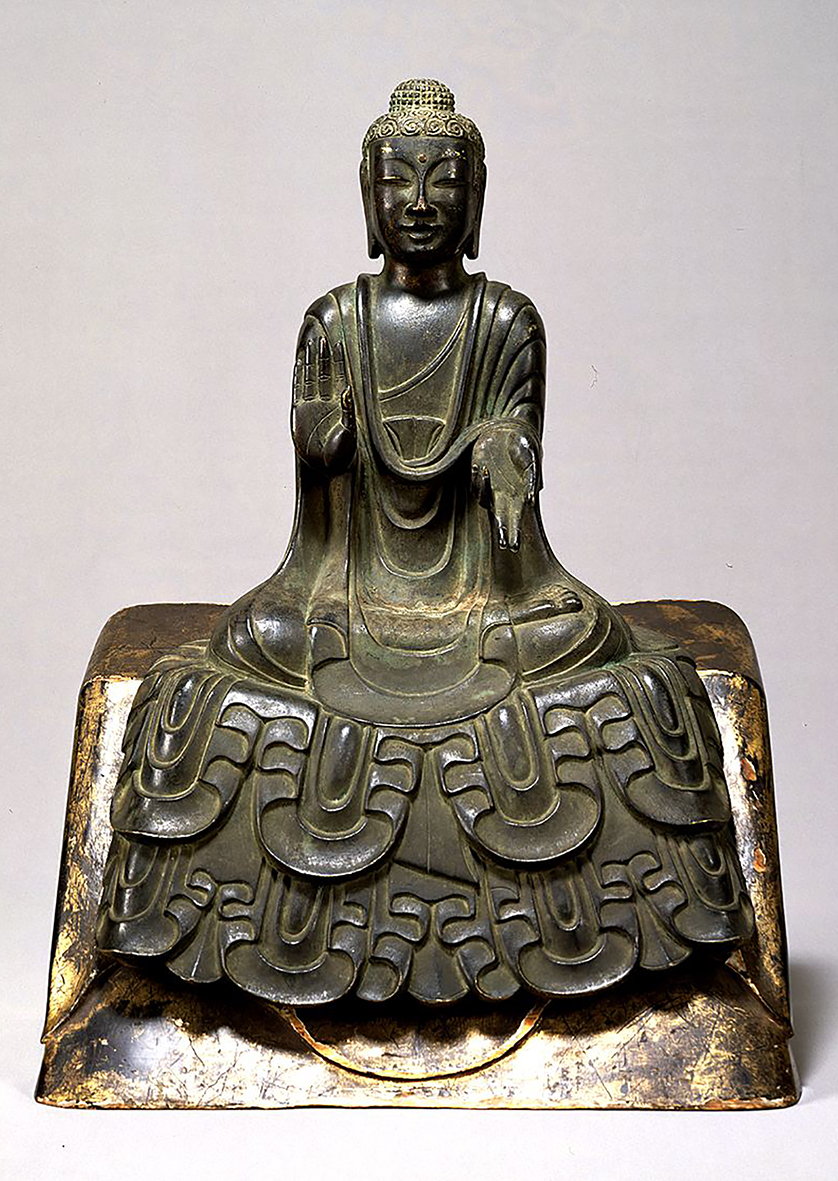
如来坐像（145号）
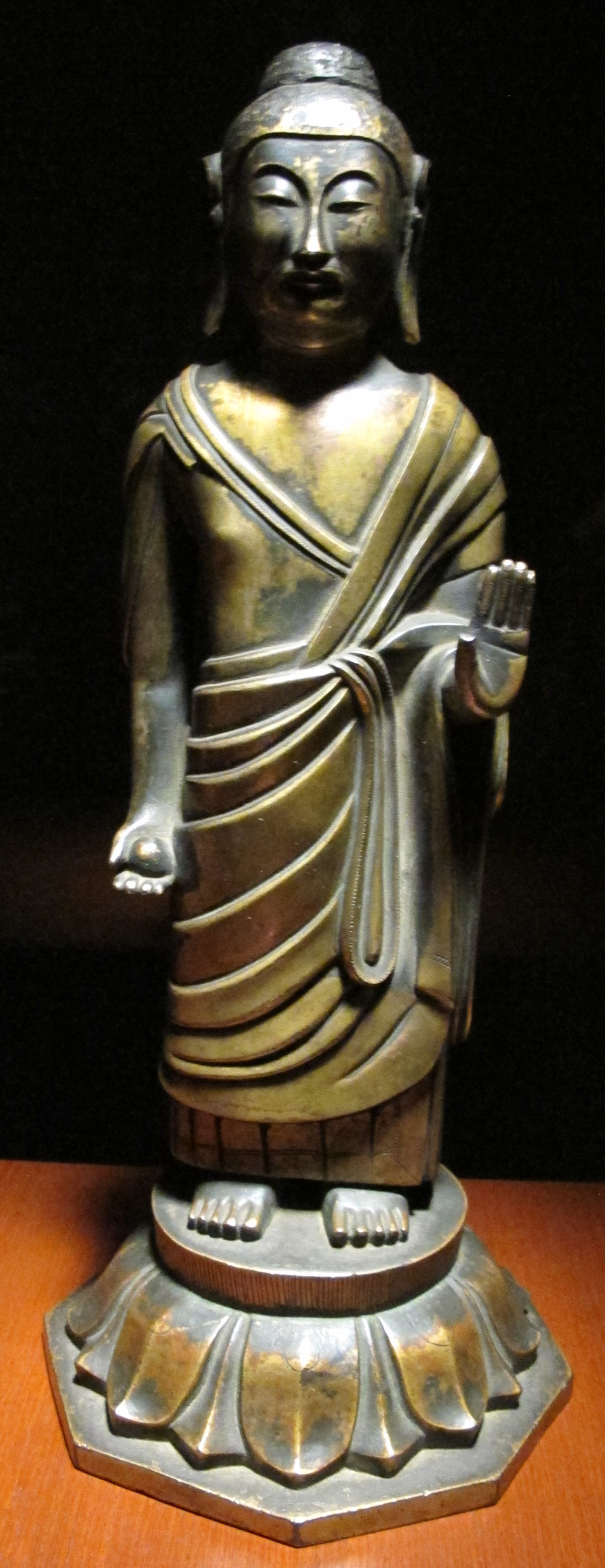
如来立像（152号）
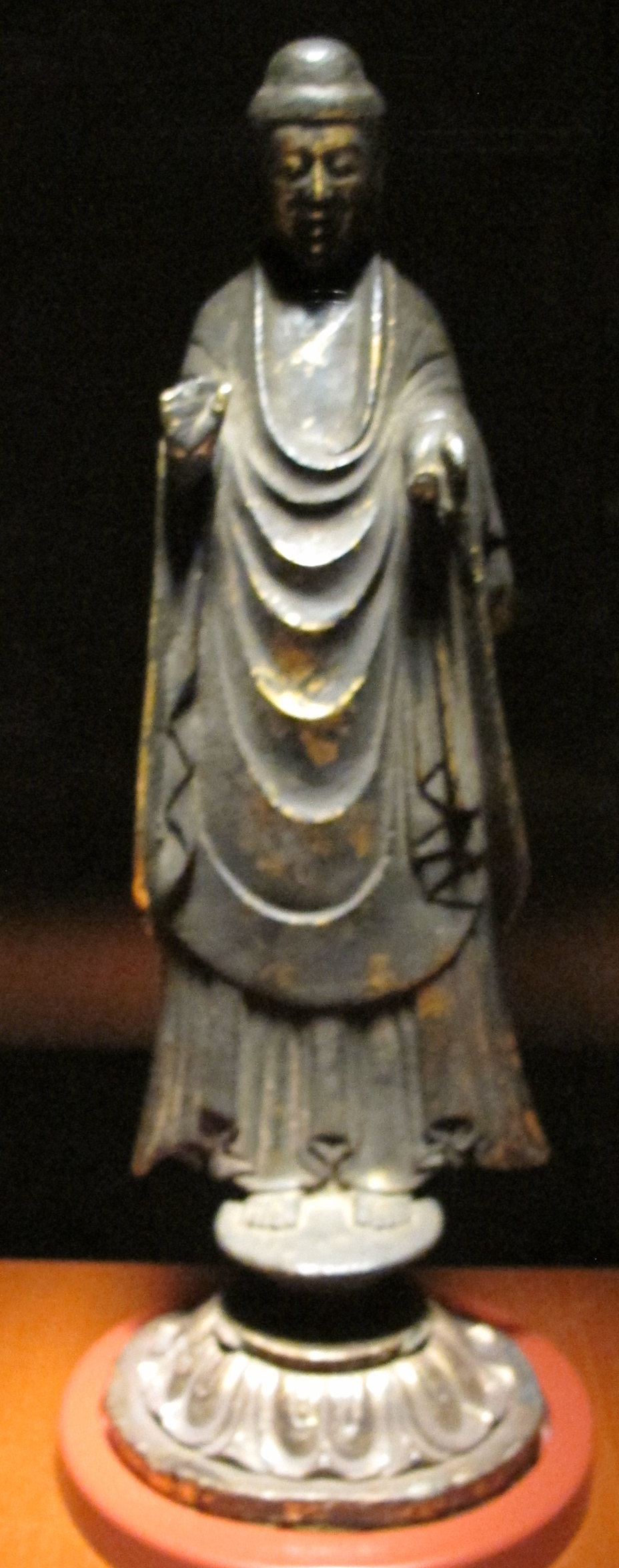
如来立像（151号）
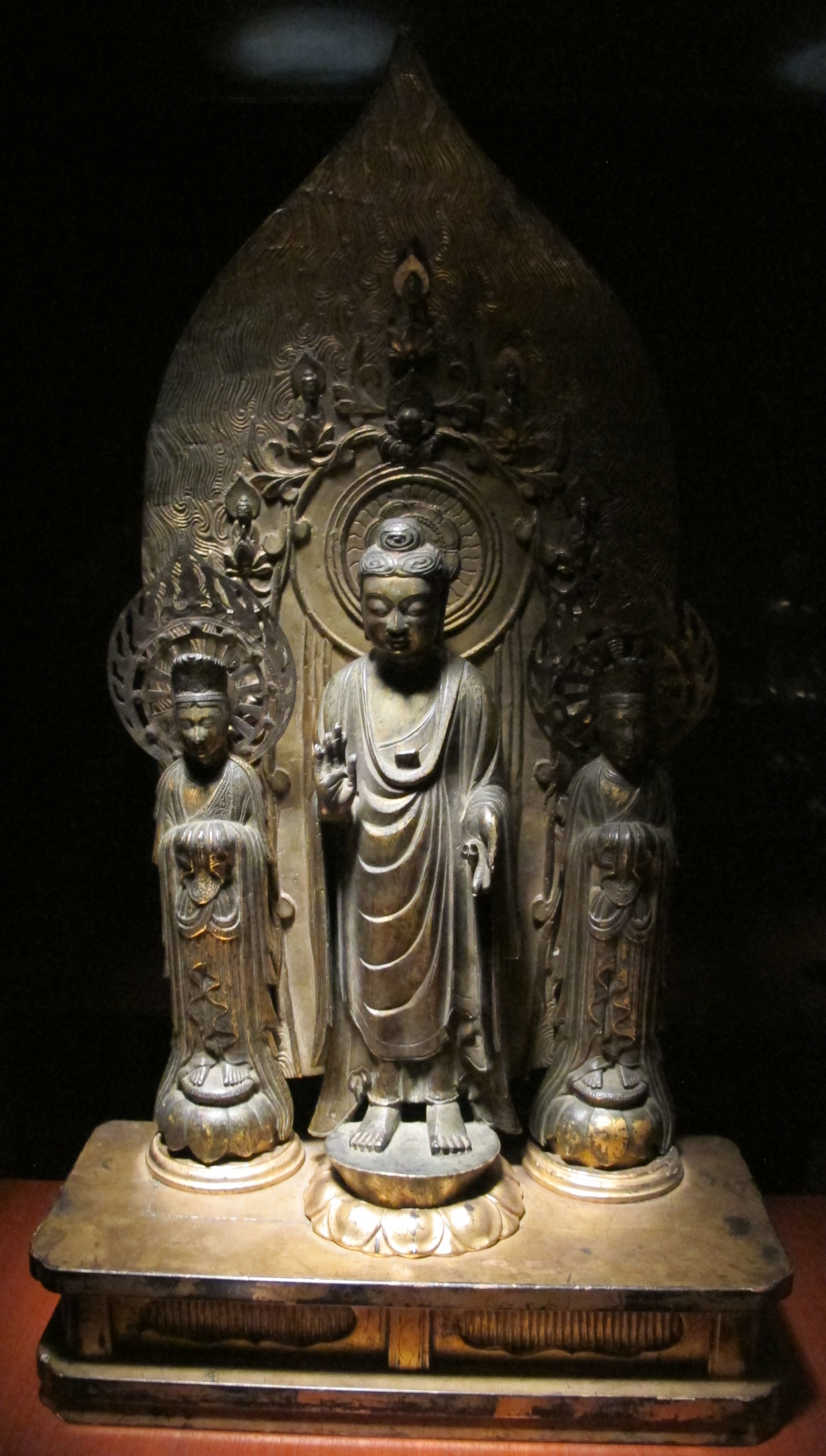
如来三尊像（143号）
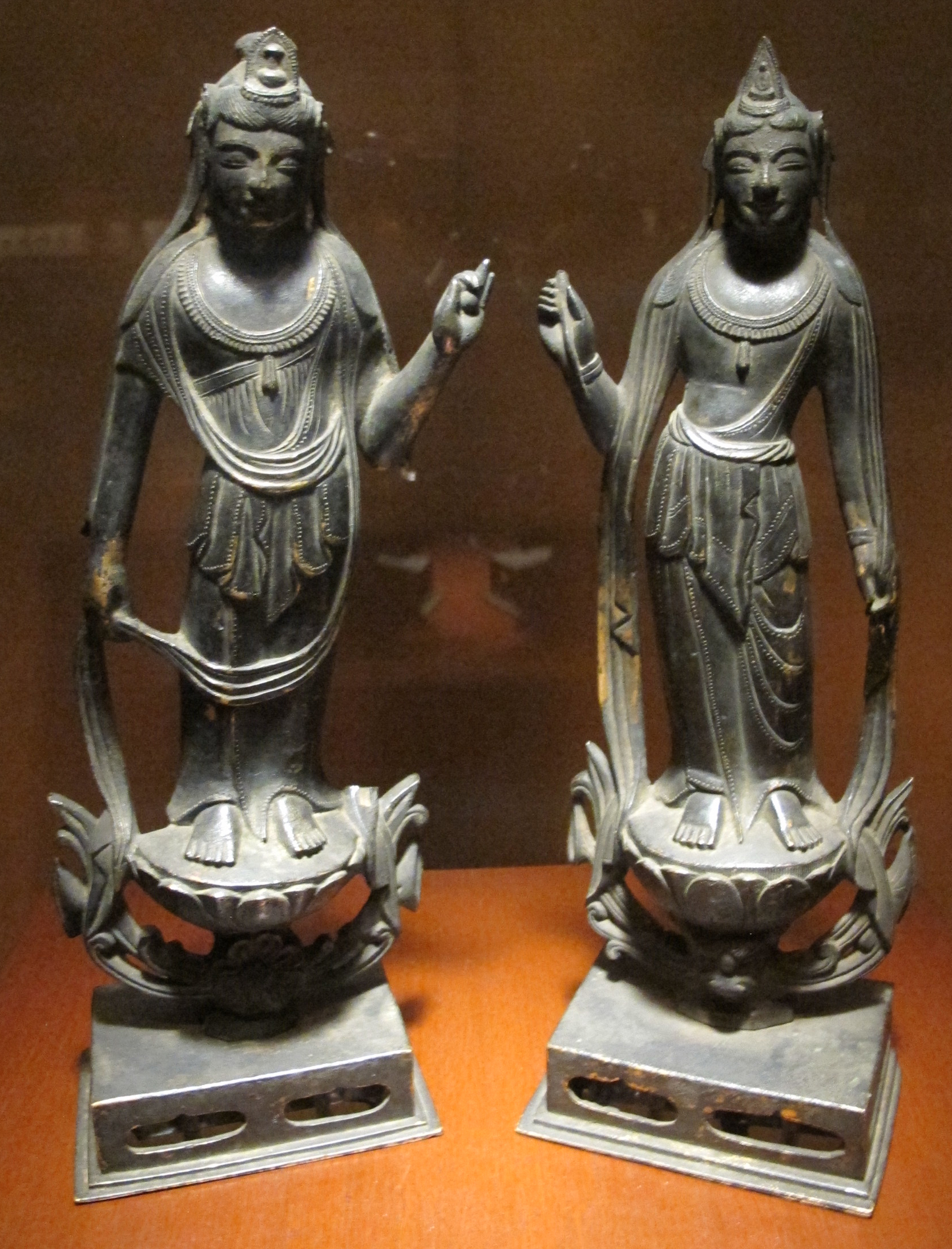
観音菩薩・勢至菩薩立像（185号）
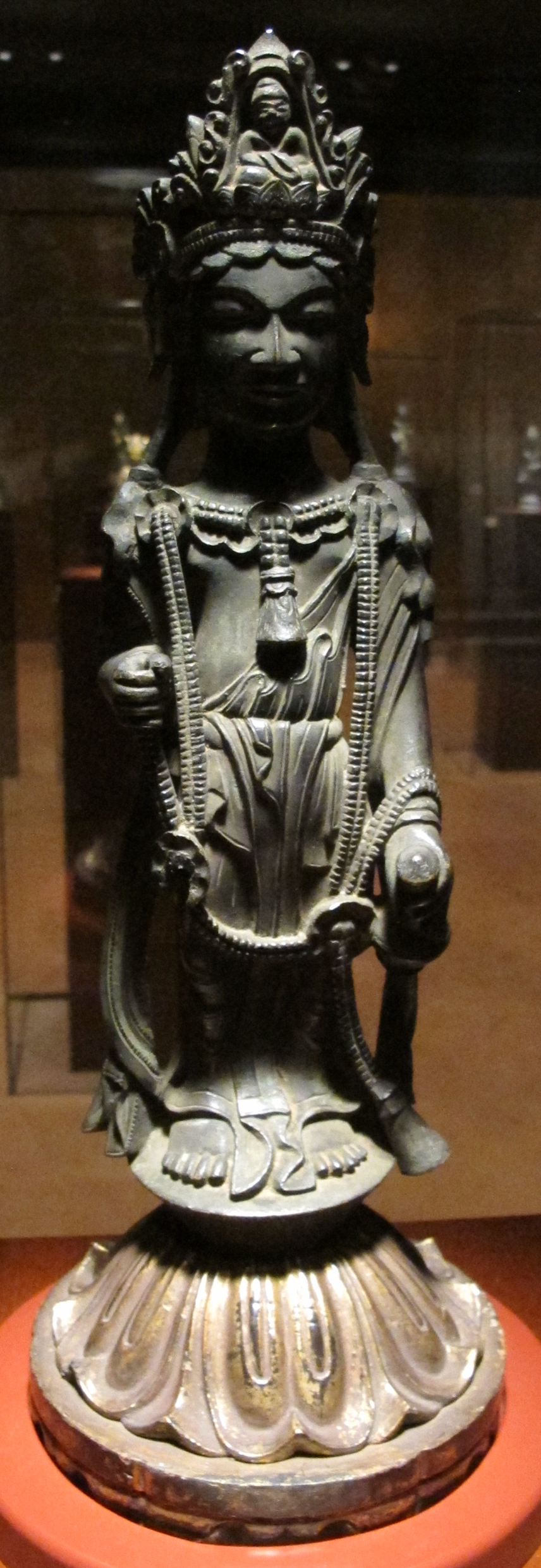
観音菩薩立像（169号）
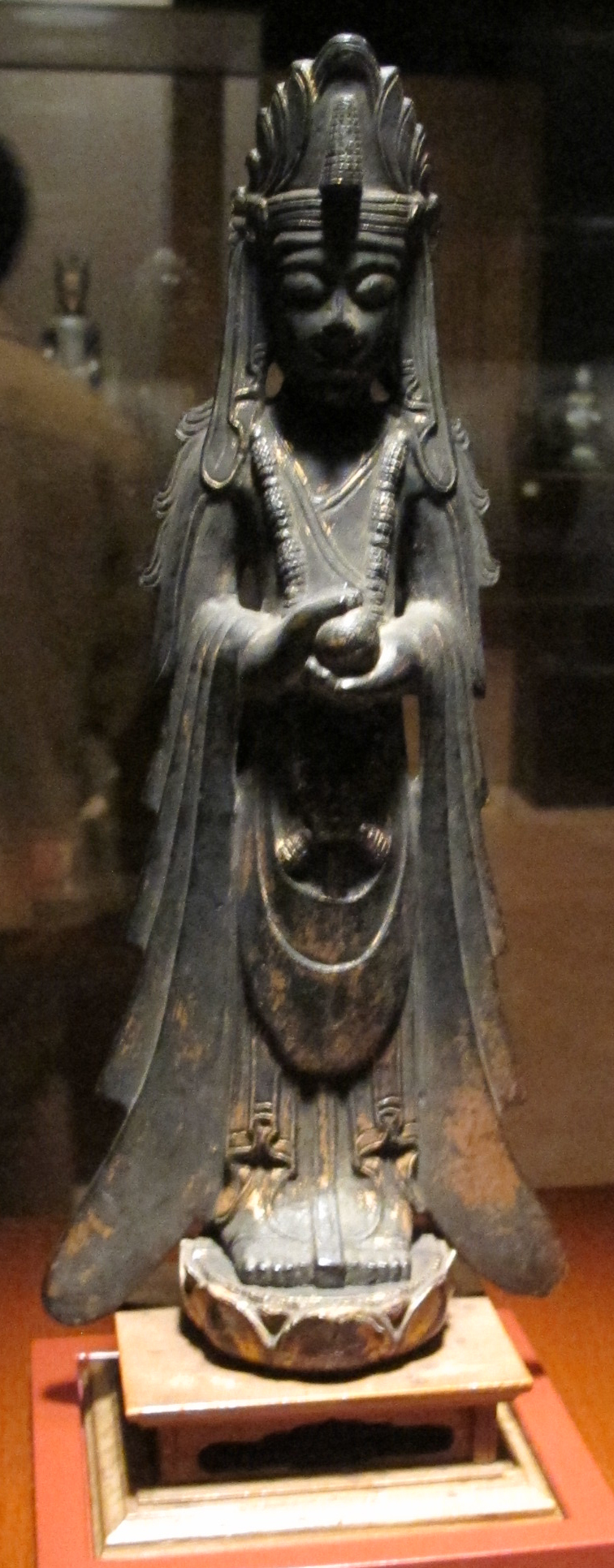
観音菩薩立像（166号）
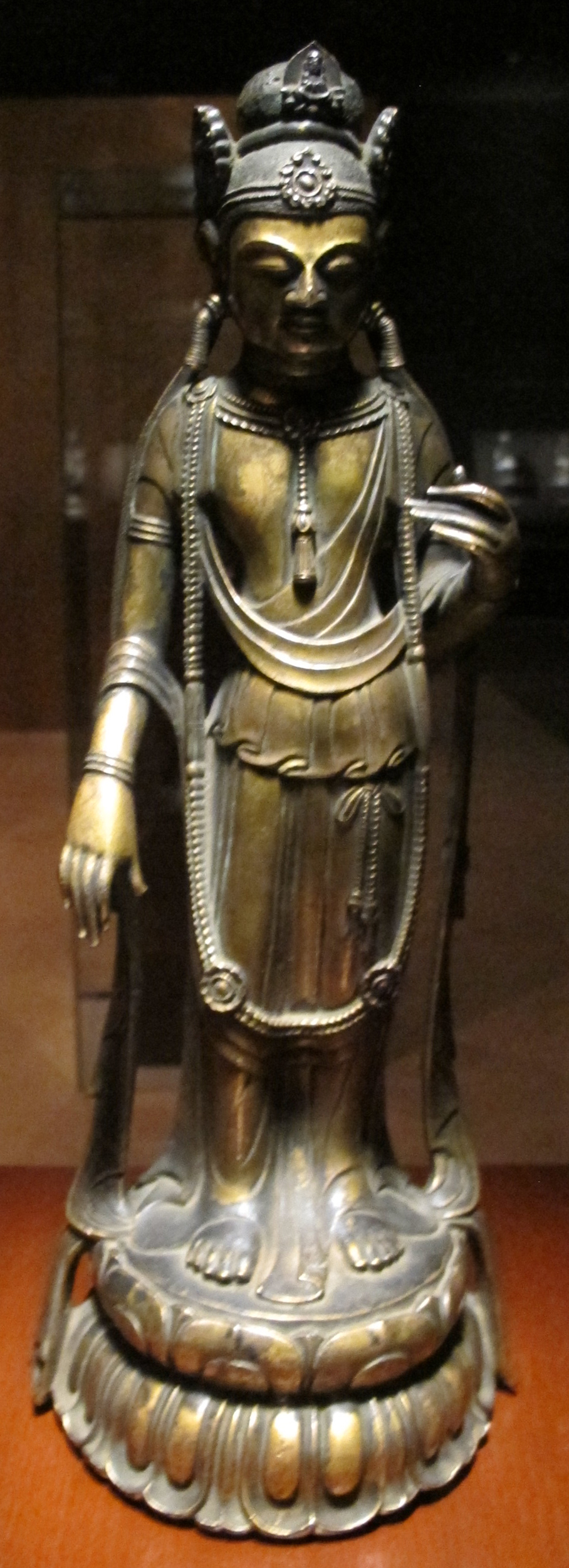
観音菩薩立像（178号）
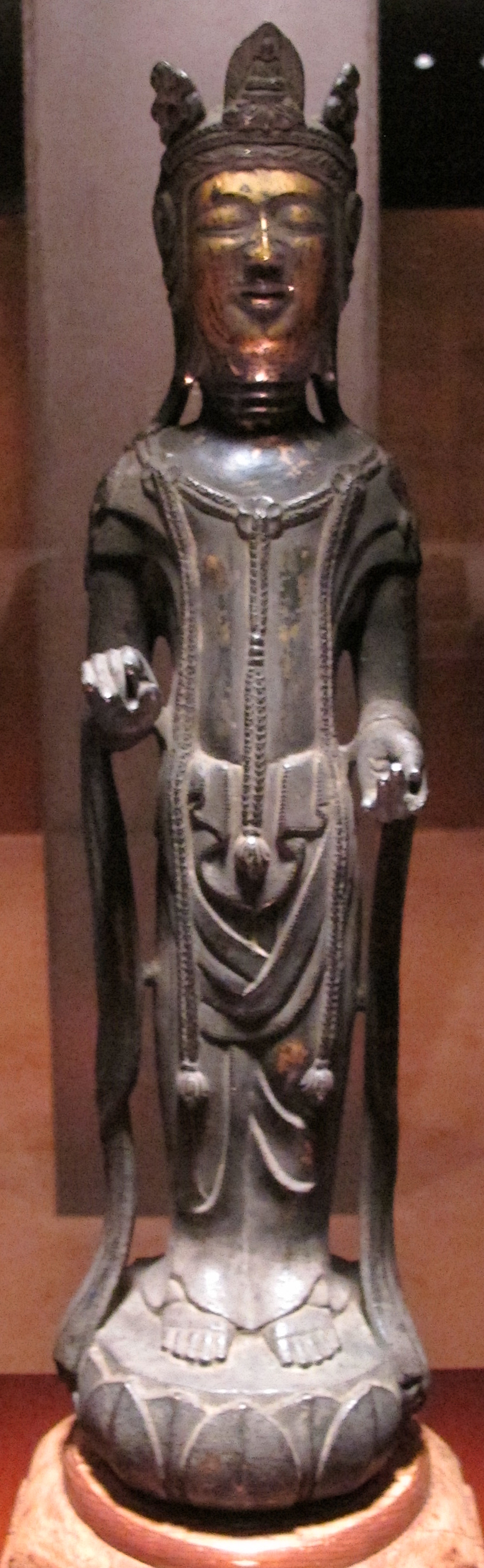
観音菩薩立像（177号）
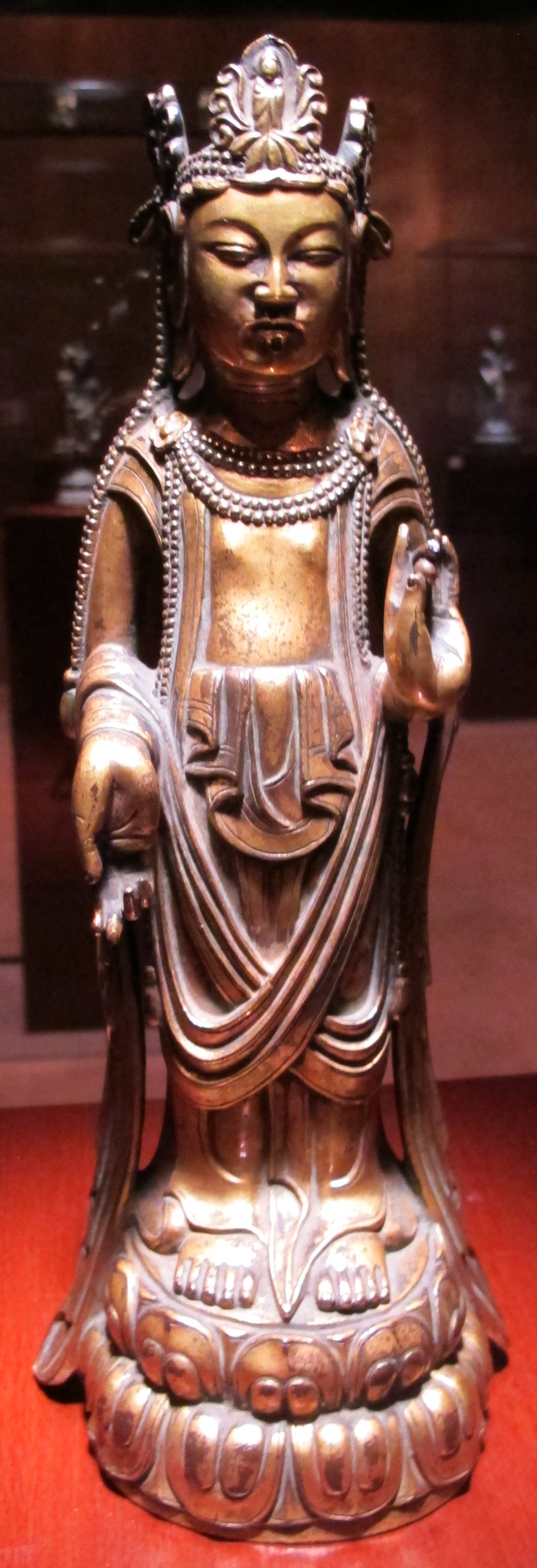
観音菩薩立像（174号）
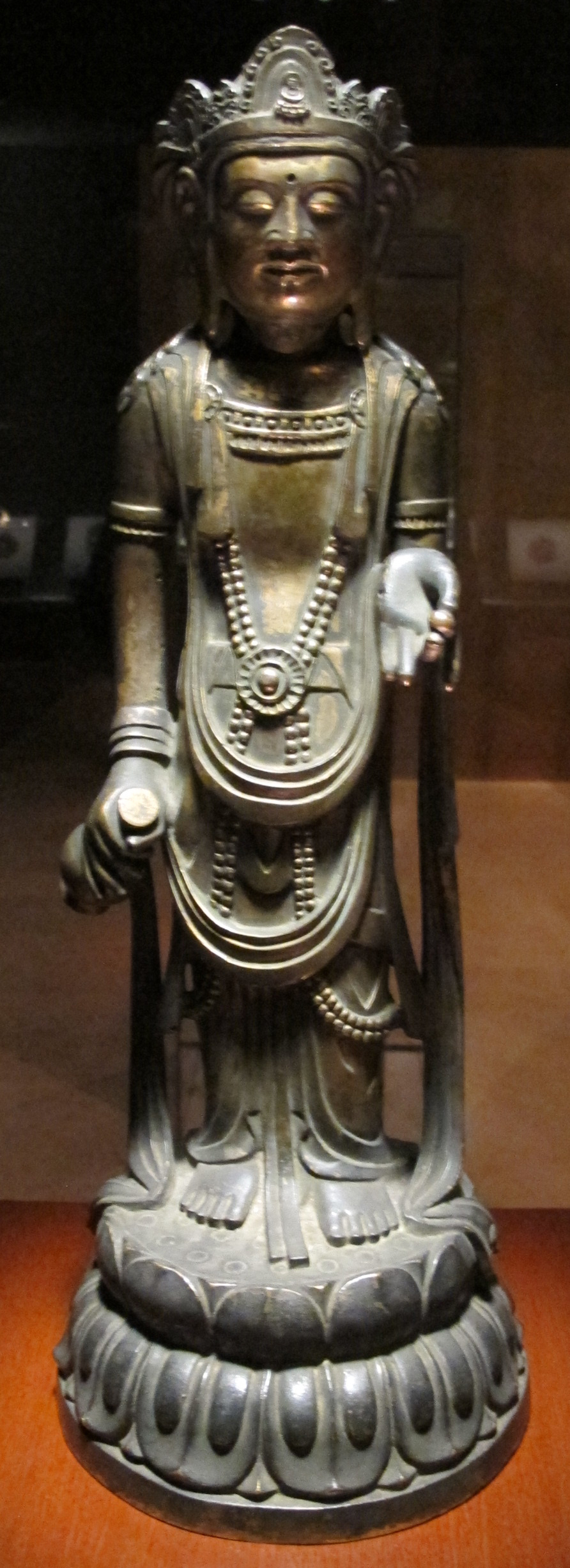
観音菩薩立像（172号）
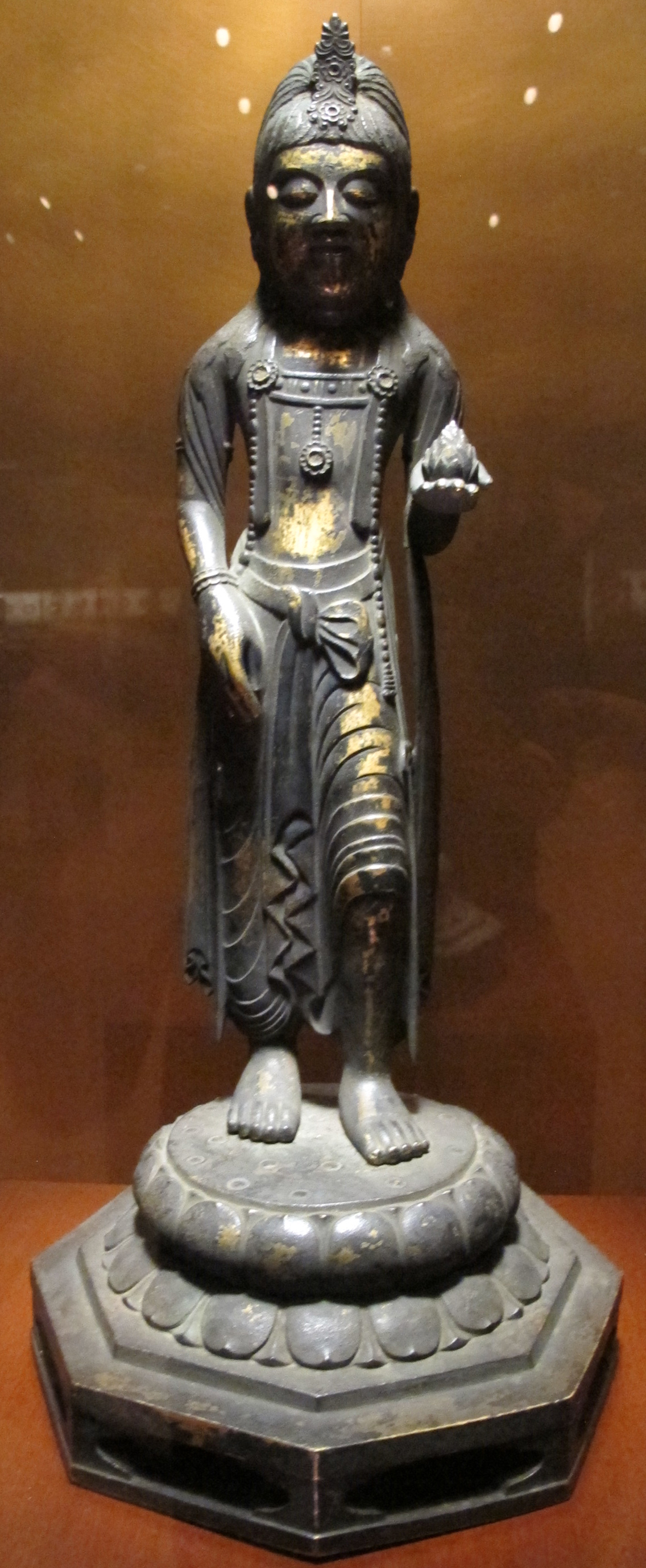
菩薩立像（187号）
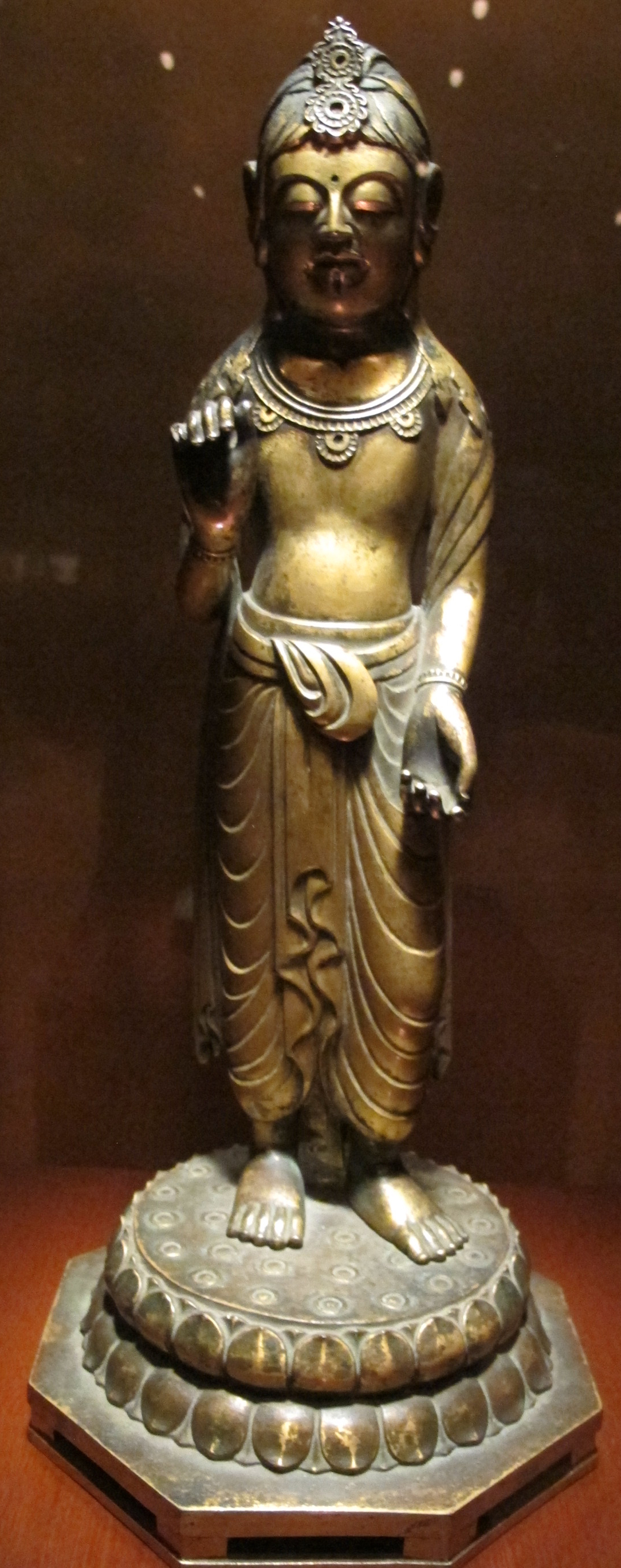
菩薩立像（186号）
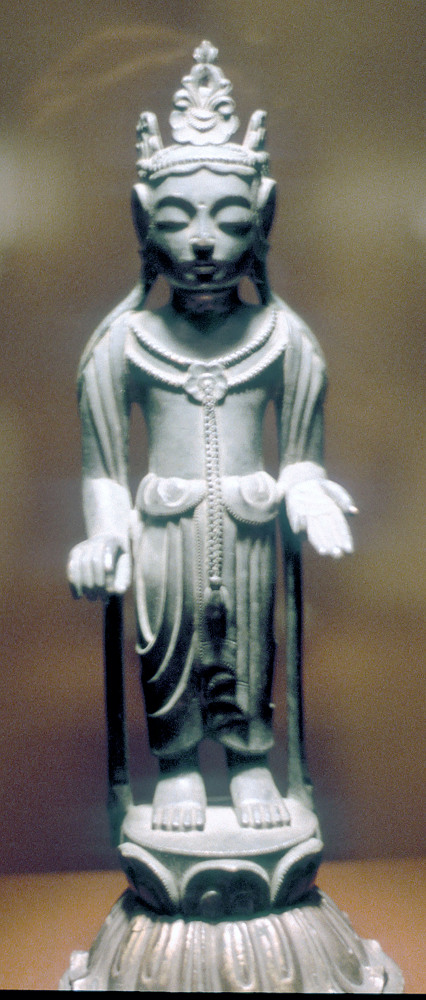
菩薩立像（188 号）
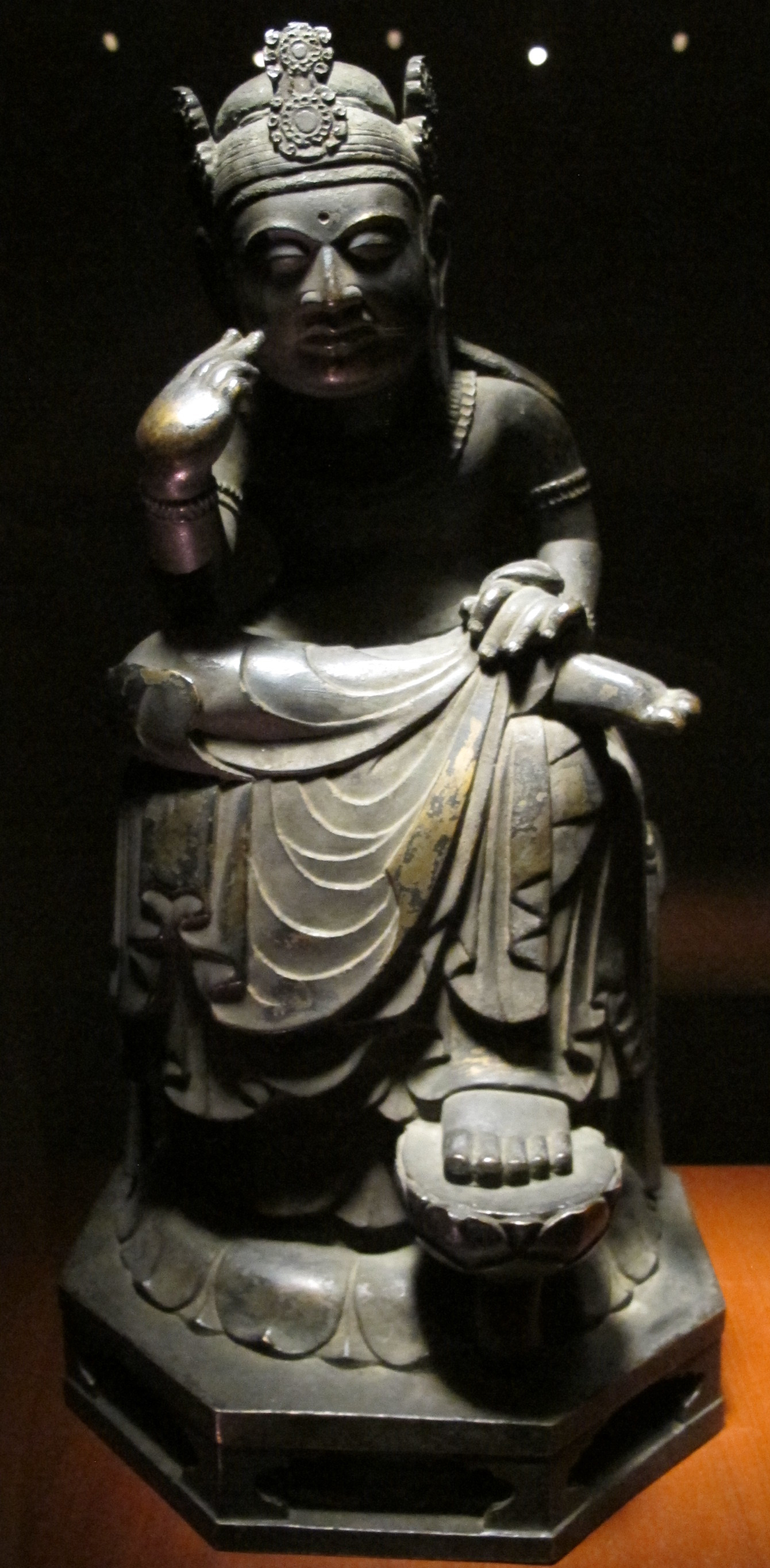
菩薩半跏像（164号）
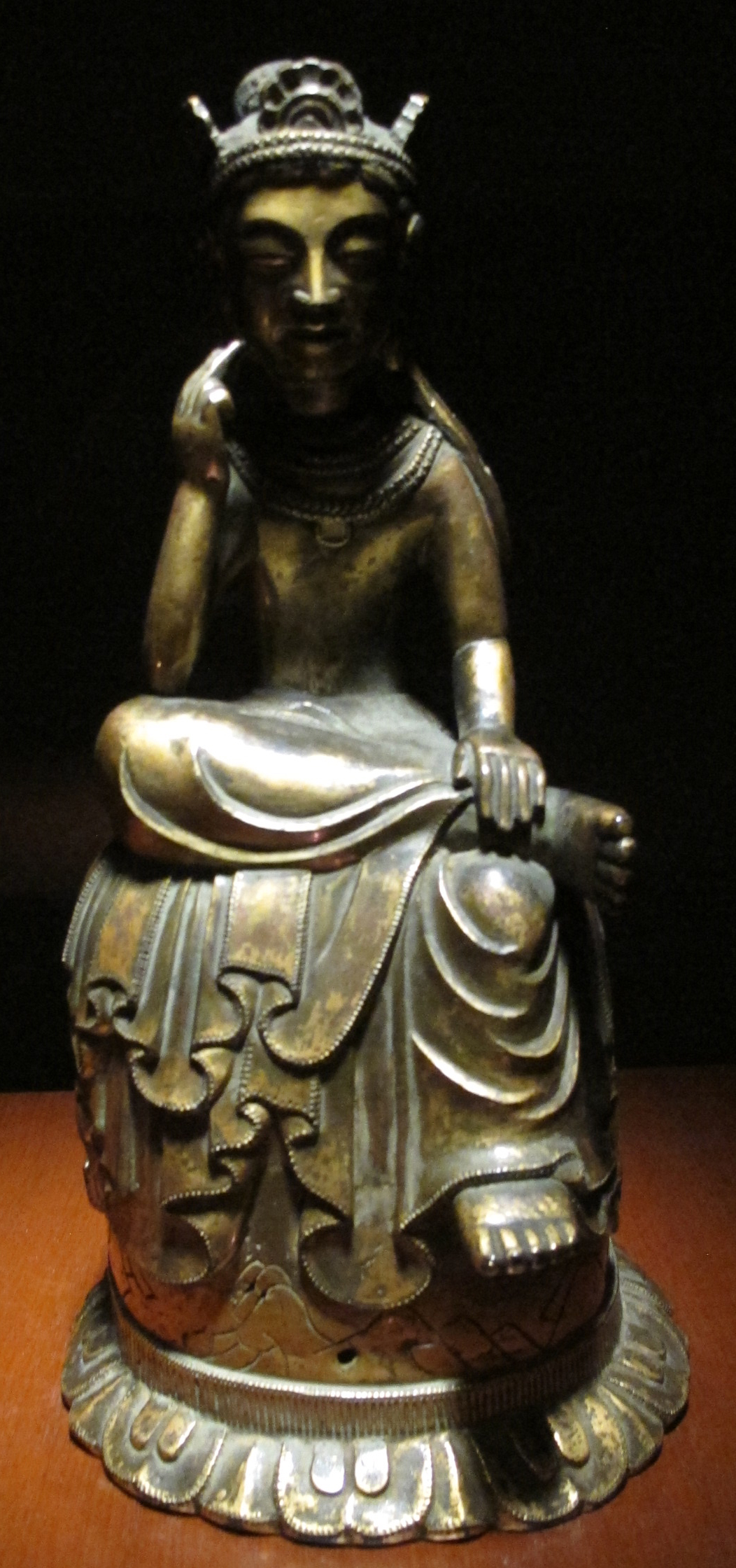
菩薩半跏像（160号）
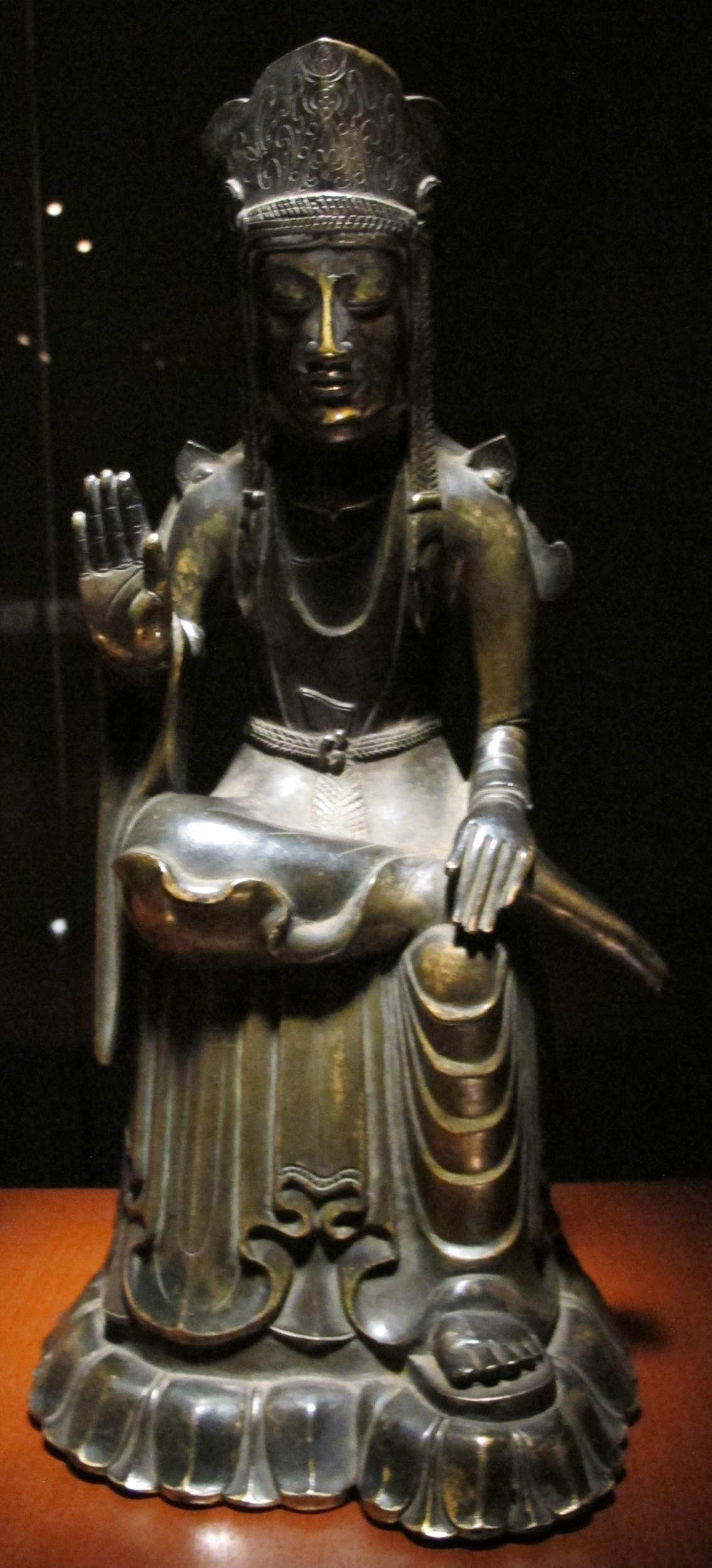
菩薩半跏像（155号）
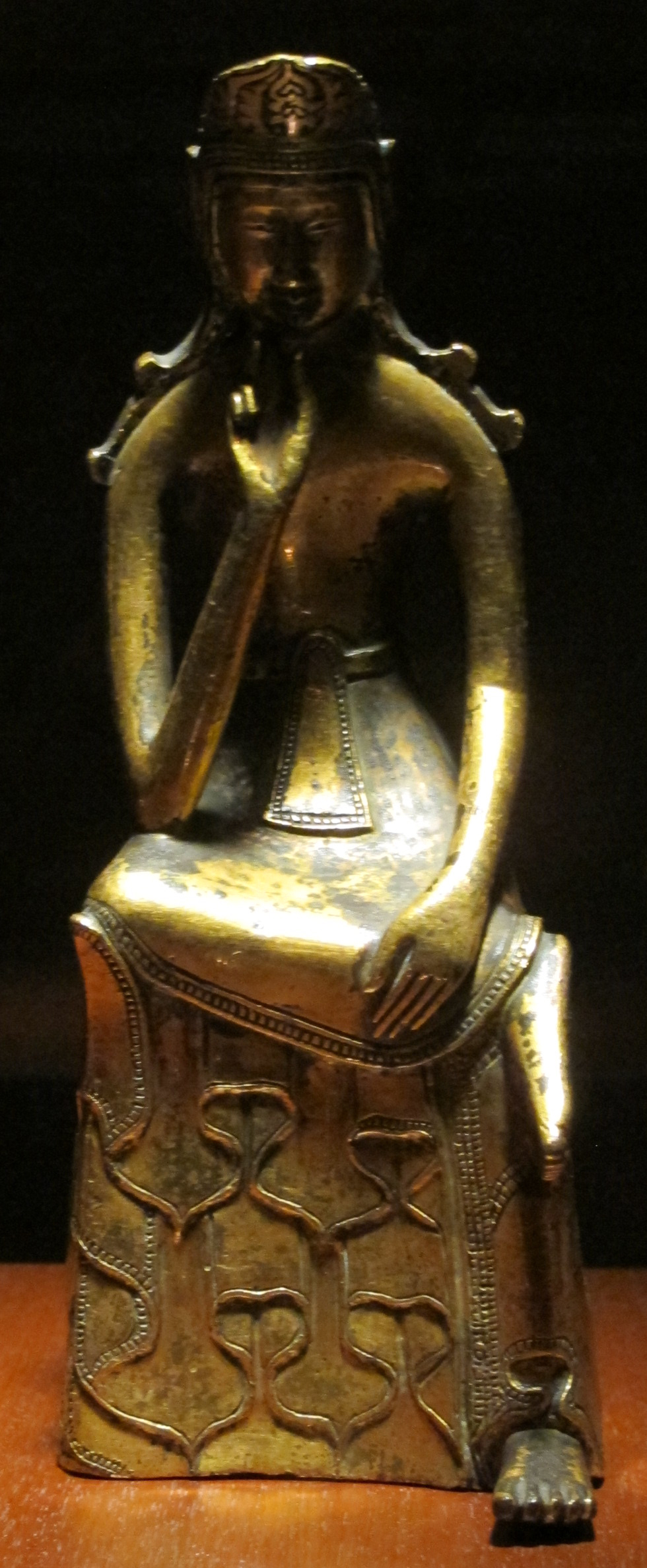
菩薩半跏像（158号）
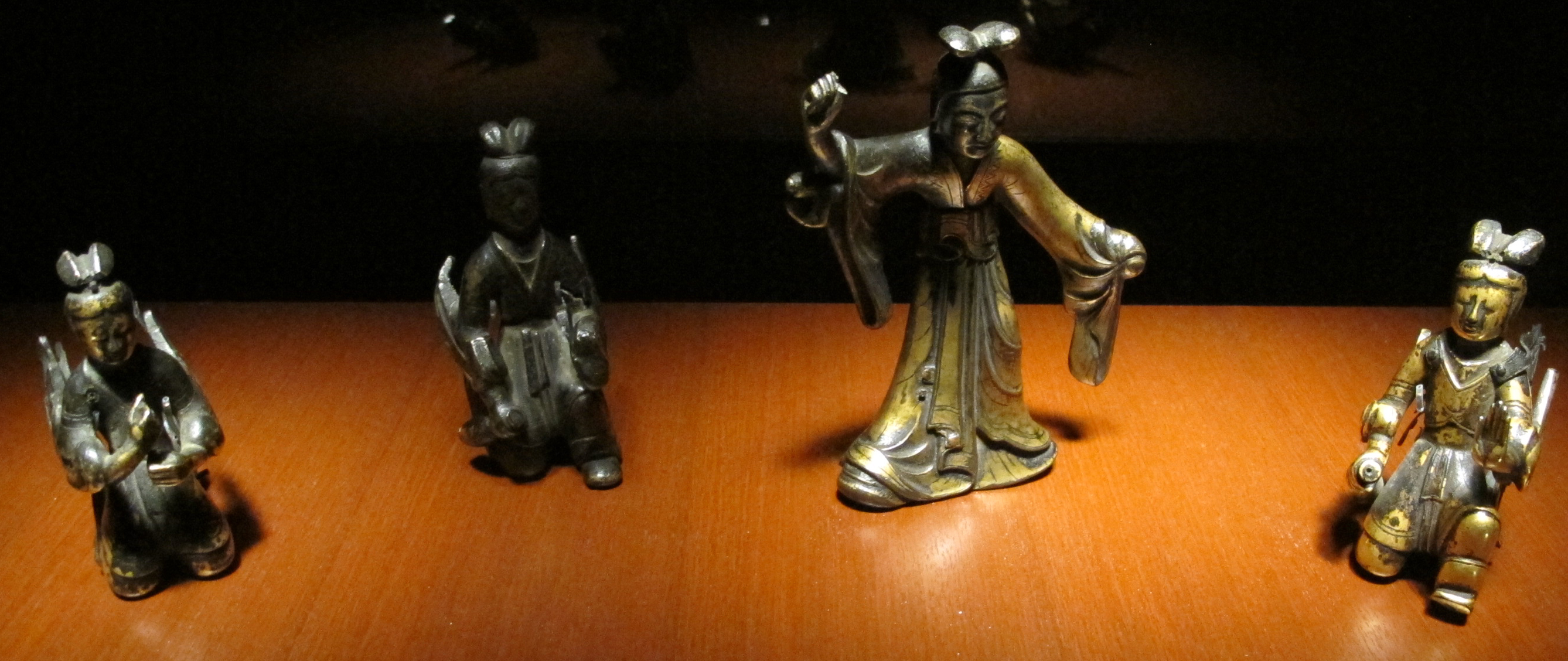
麻耶夫人及び天人像（191号）
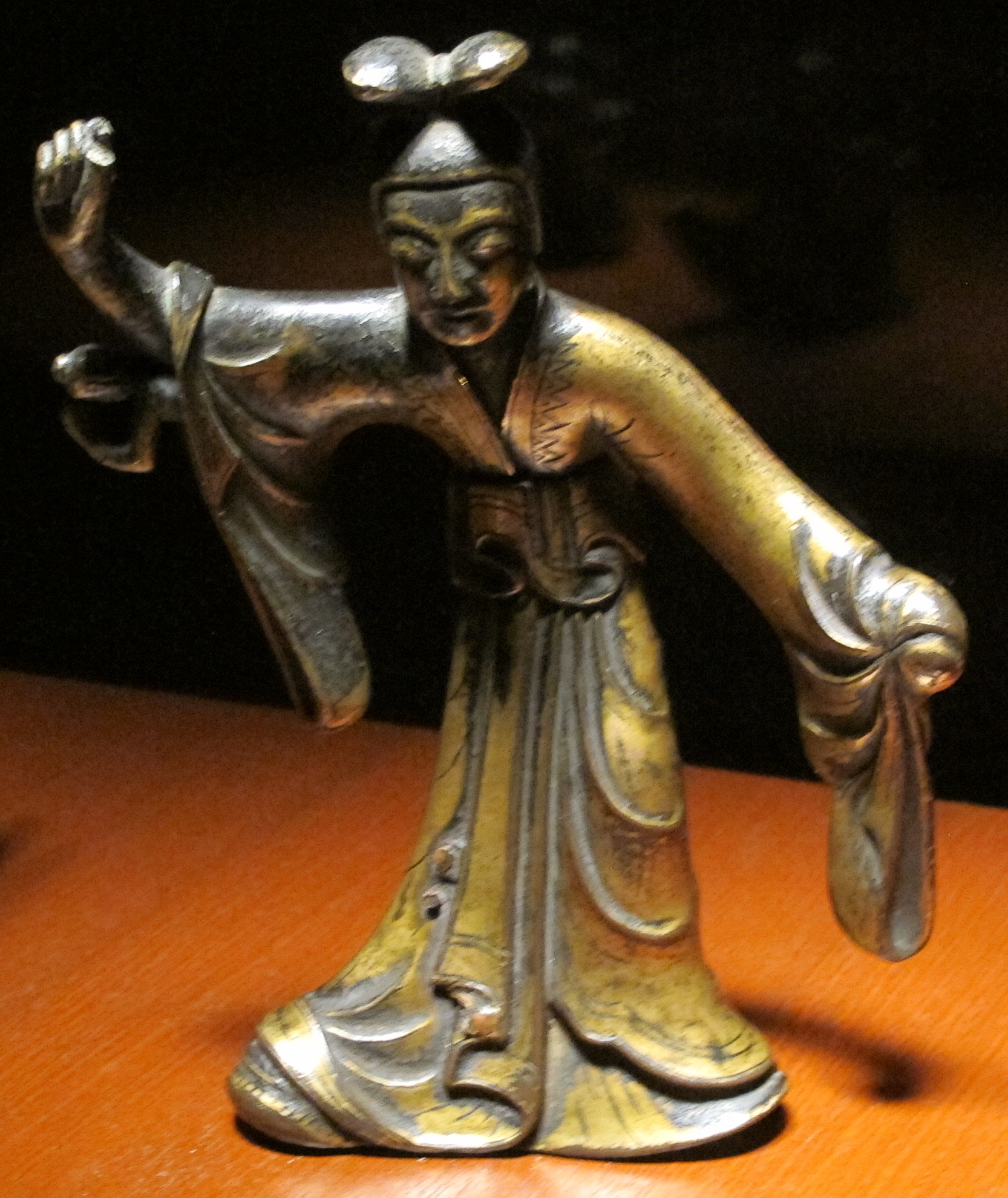
麻耶夫人及び天人像のうち麻耶夫人像
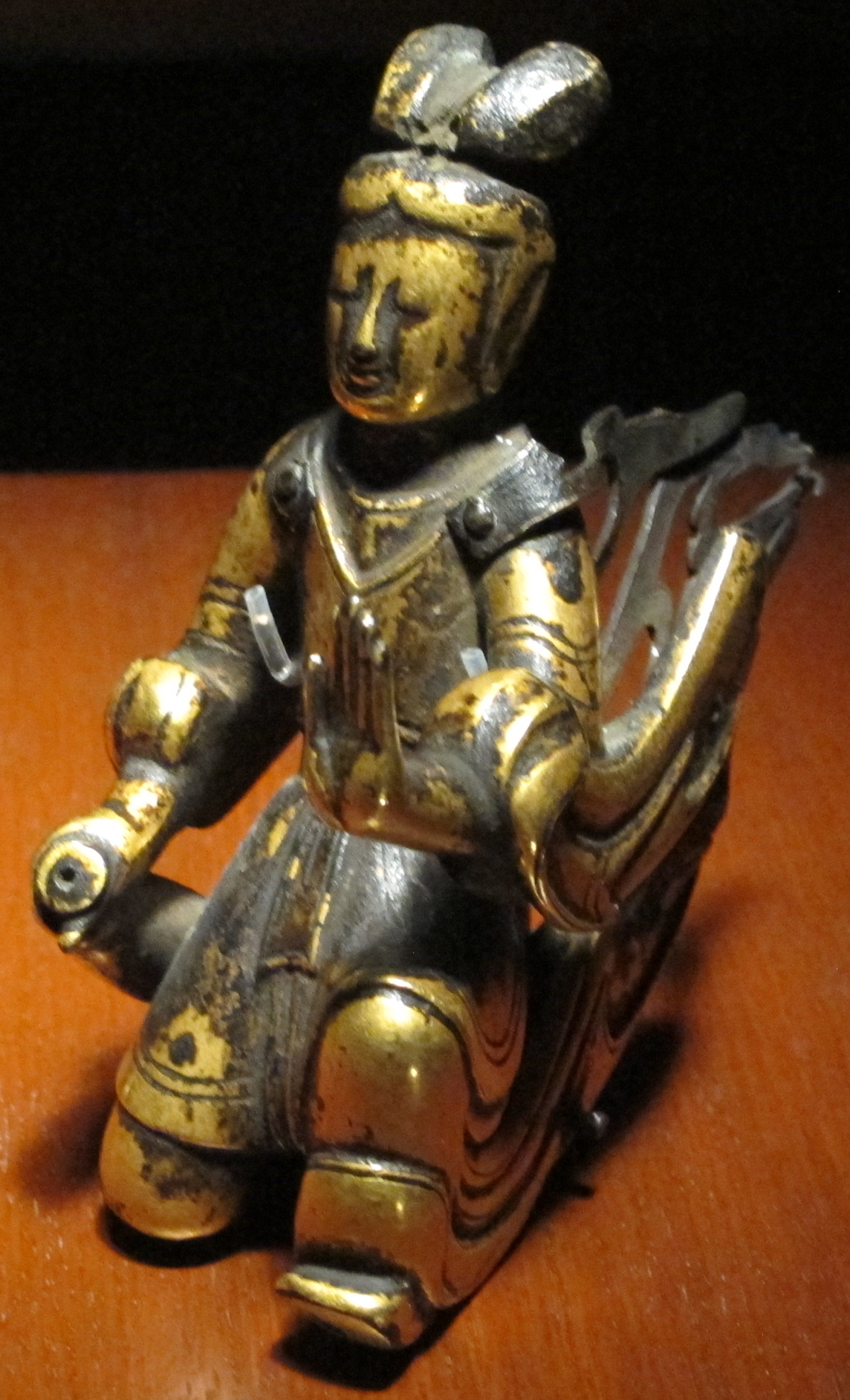
麻耶夫人及び天人像のうち天人像

### 光背の画像

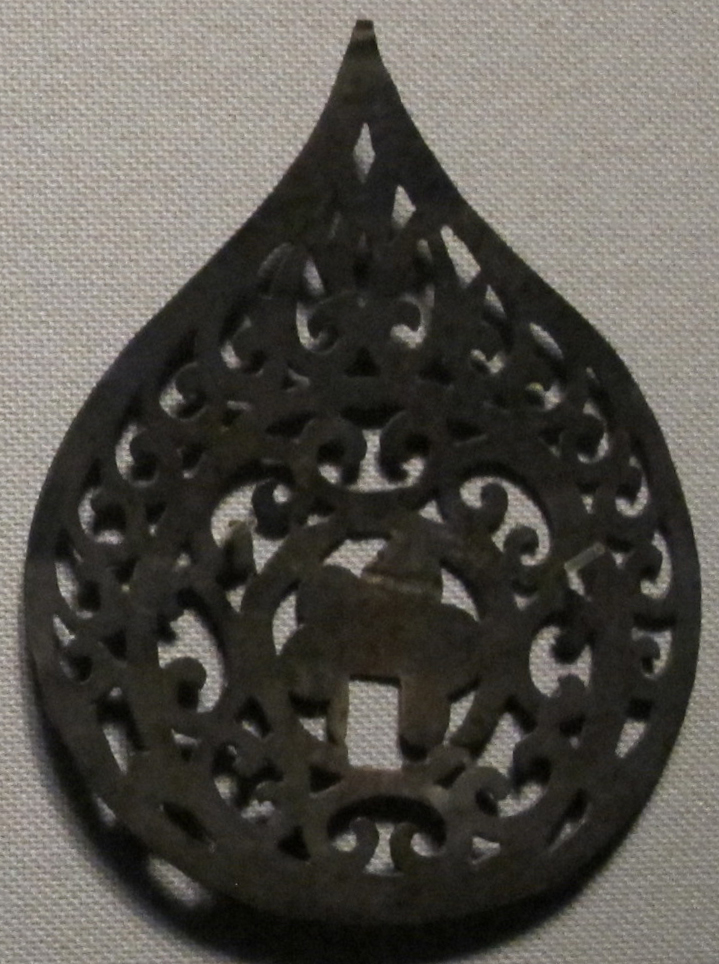
195 - 3号（「195 - x号」は東京国立博物館の列品番号、以下の画像も同様）
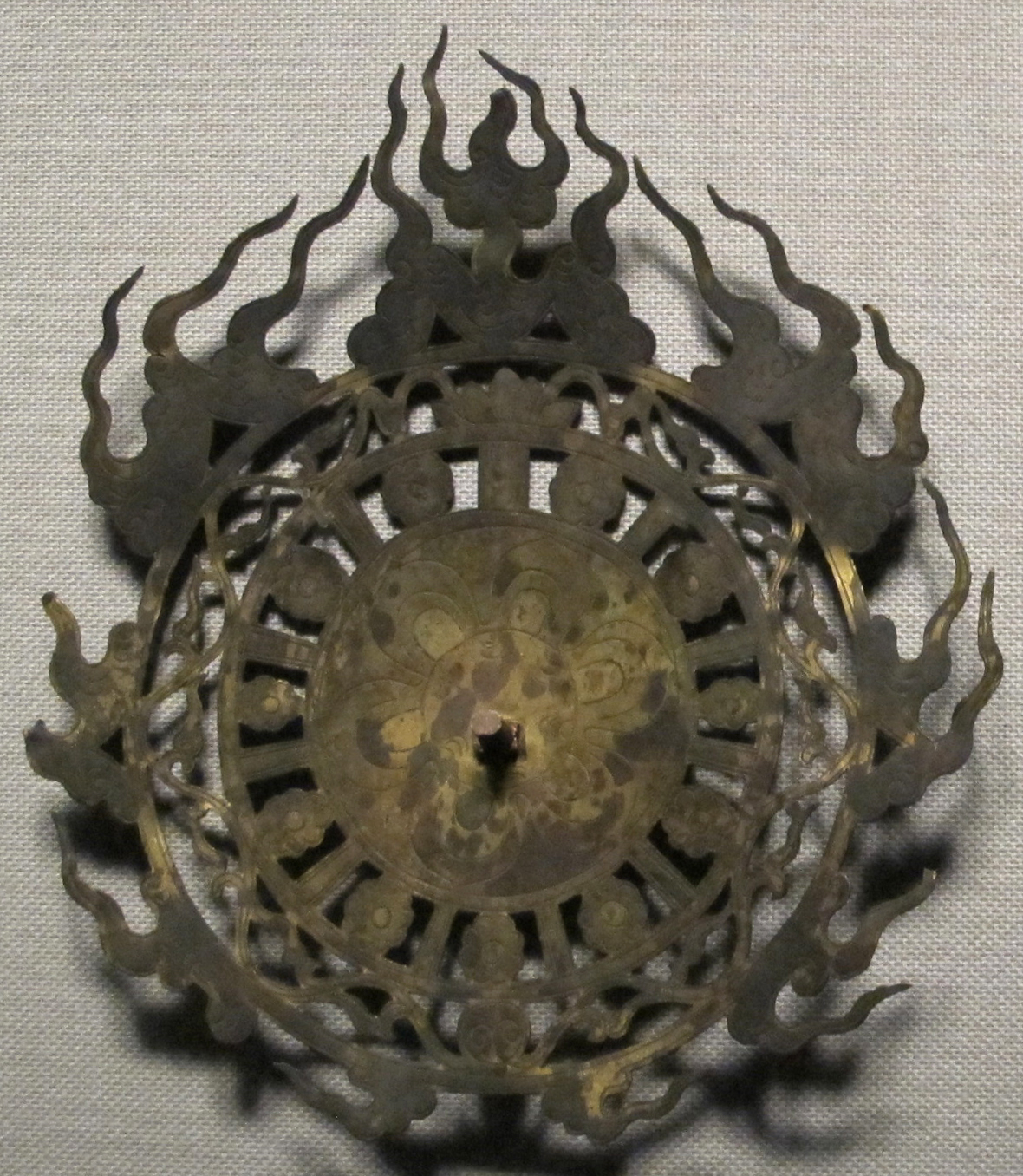
195 - 4号
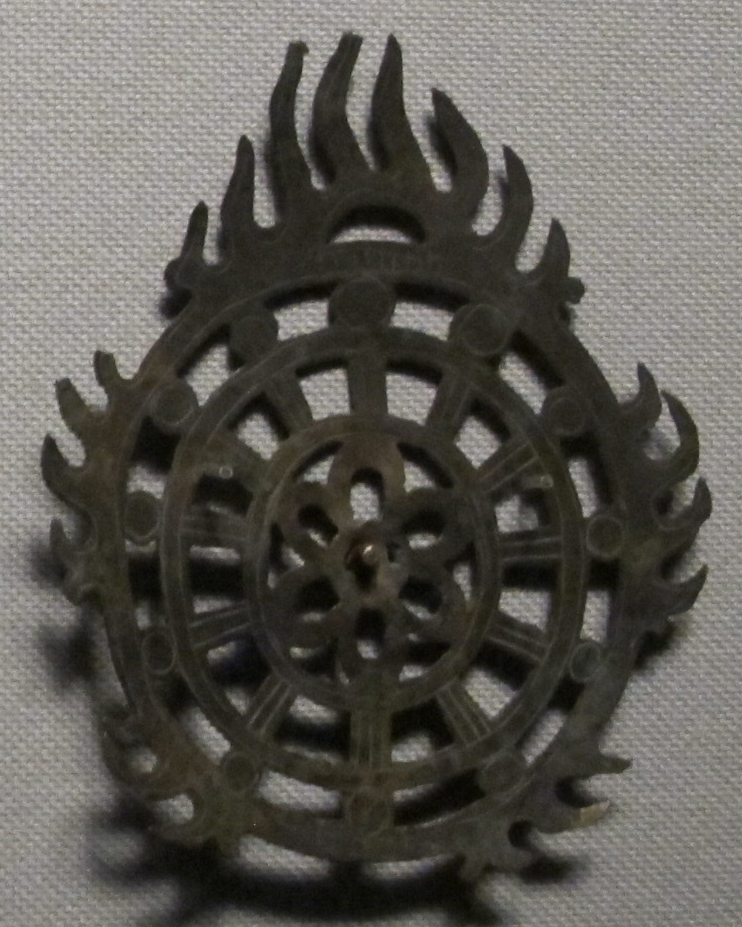
195 - 5号
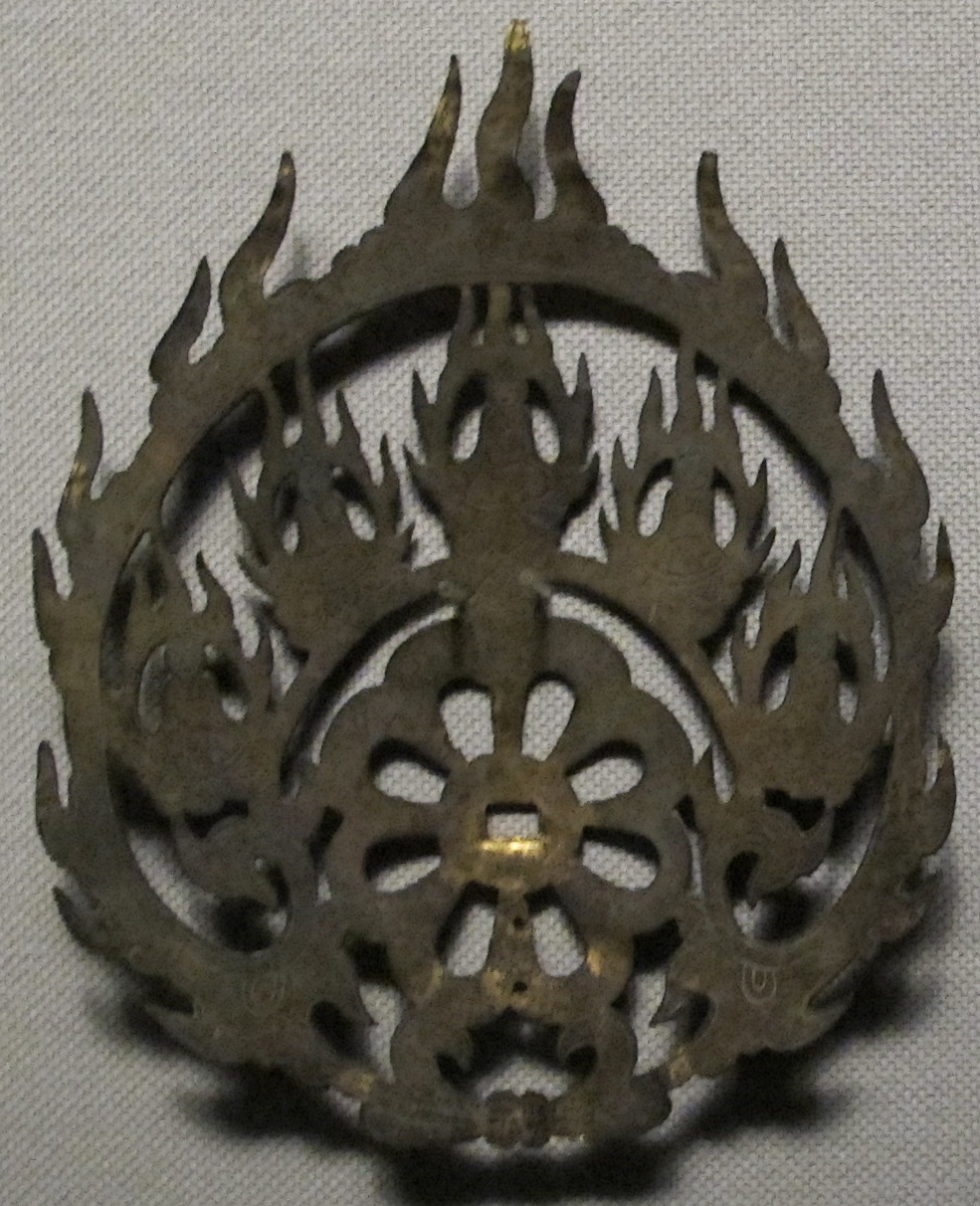
195 - 6号
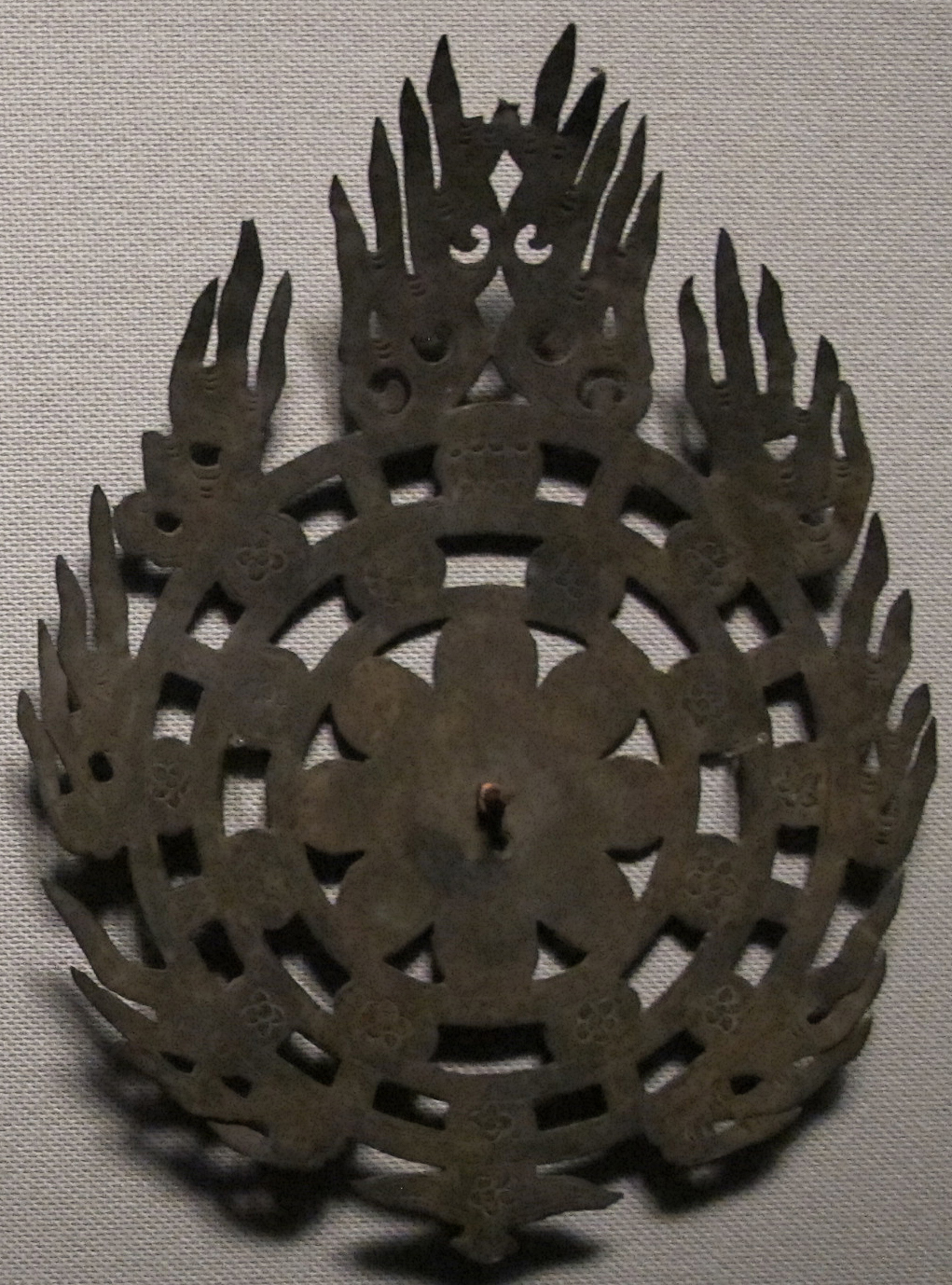
195 - 7号
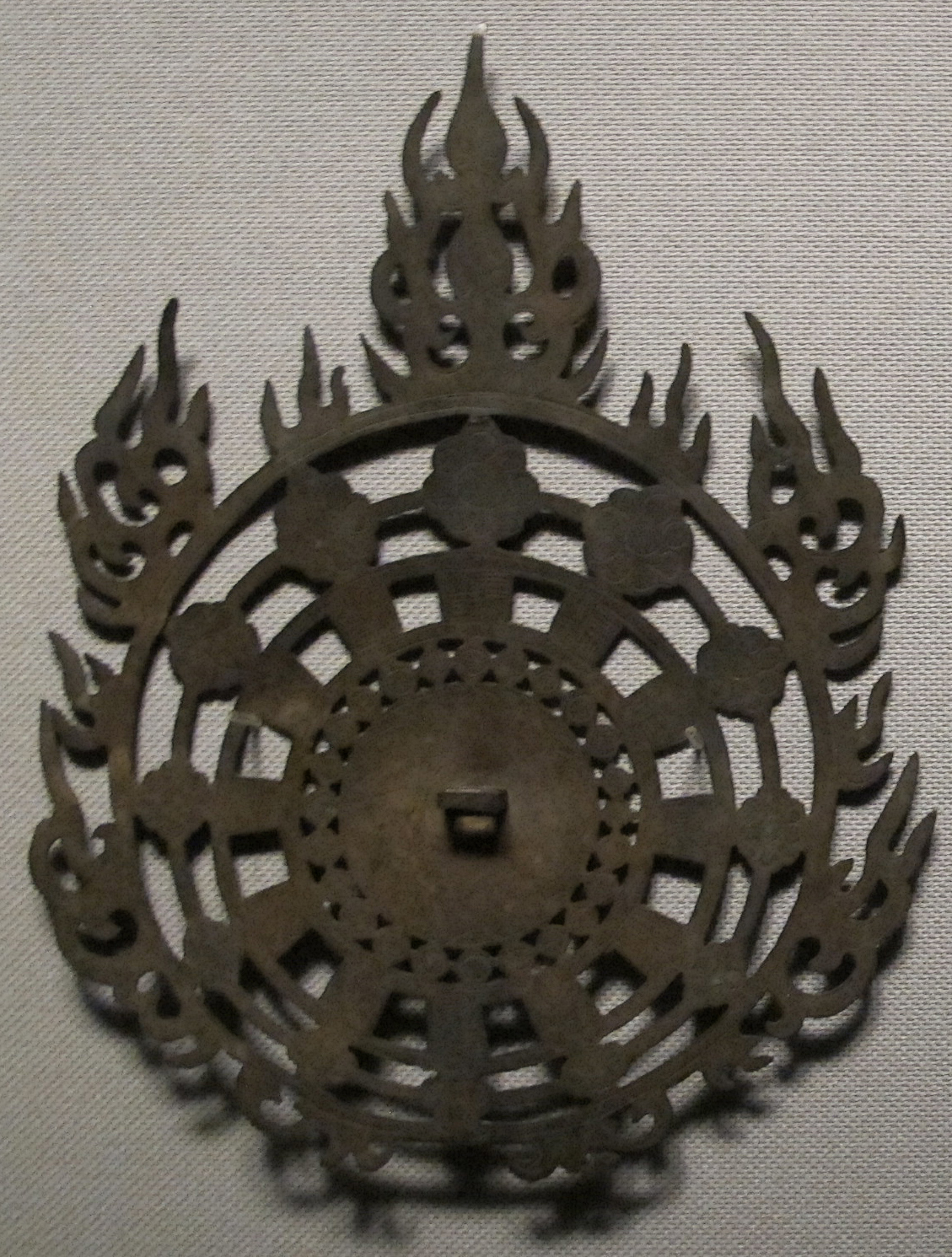
195 - 8号
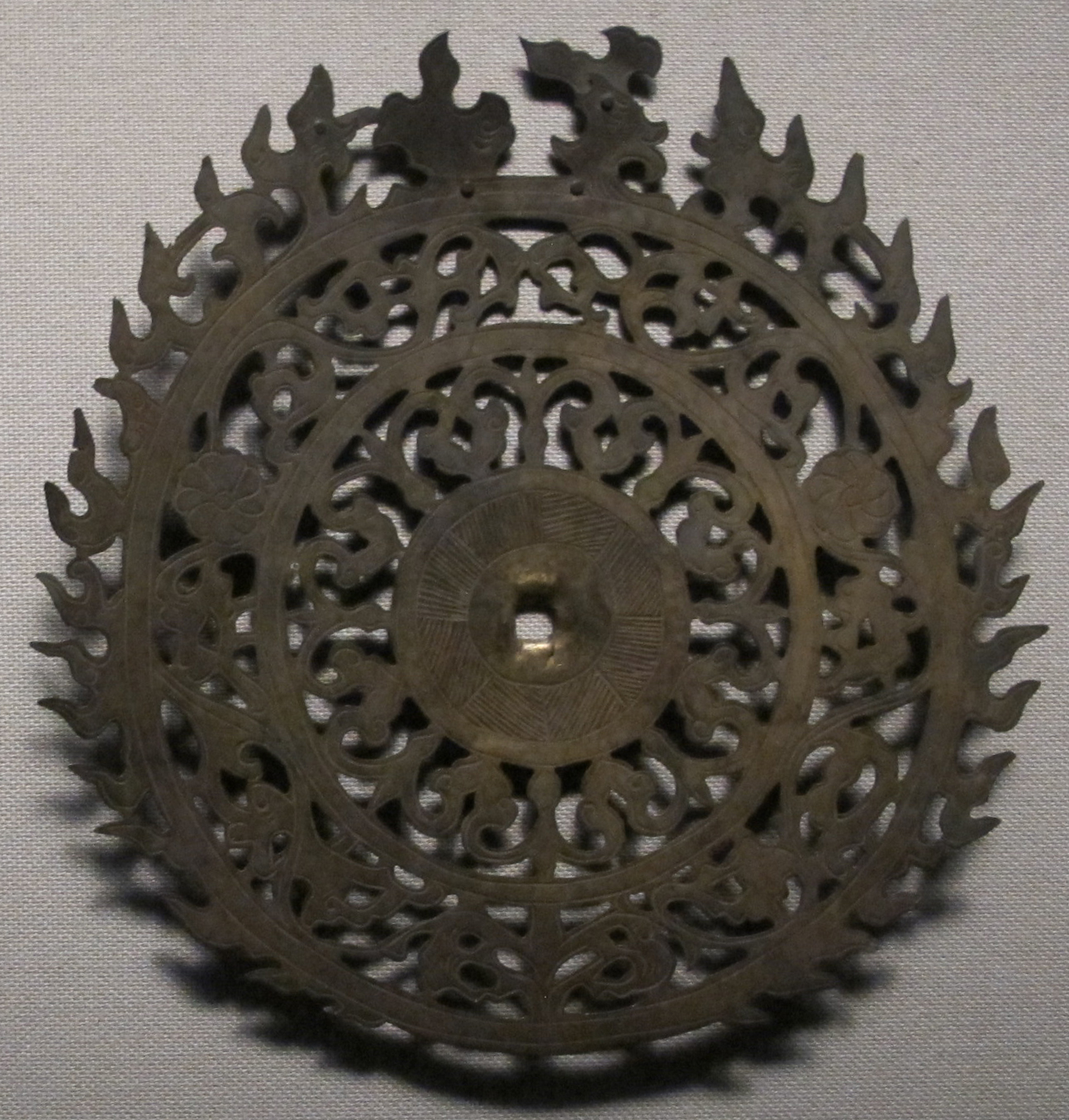
195 - 9号
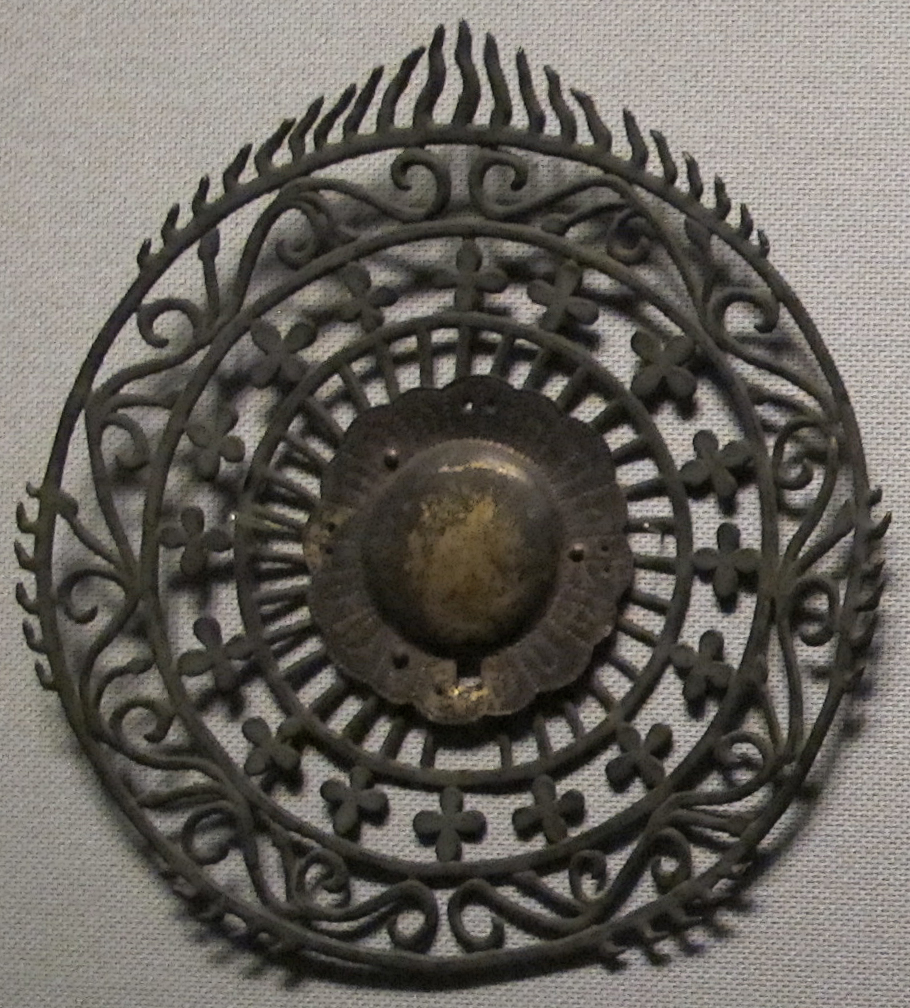
195 - 10号
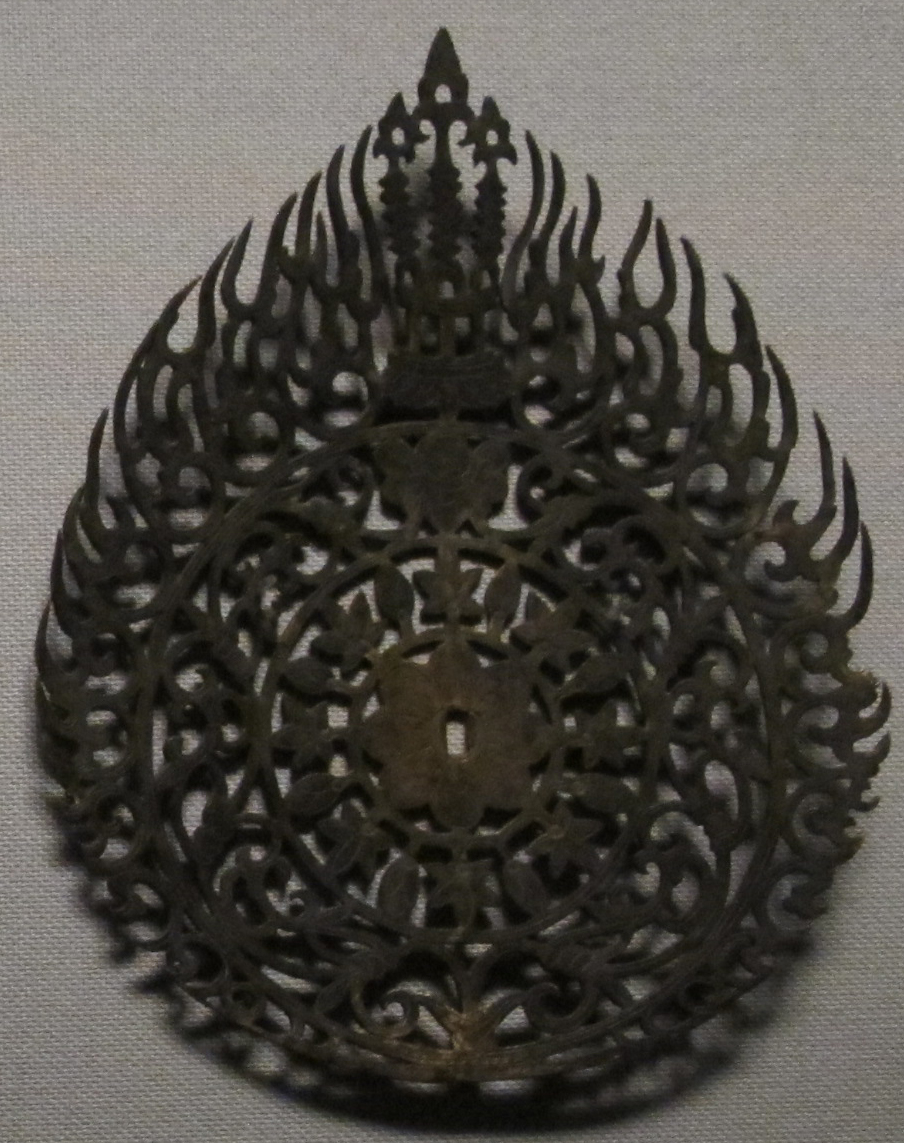
195 - 11号
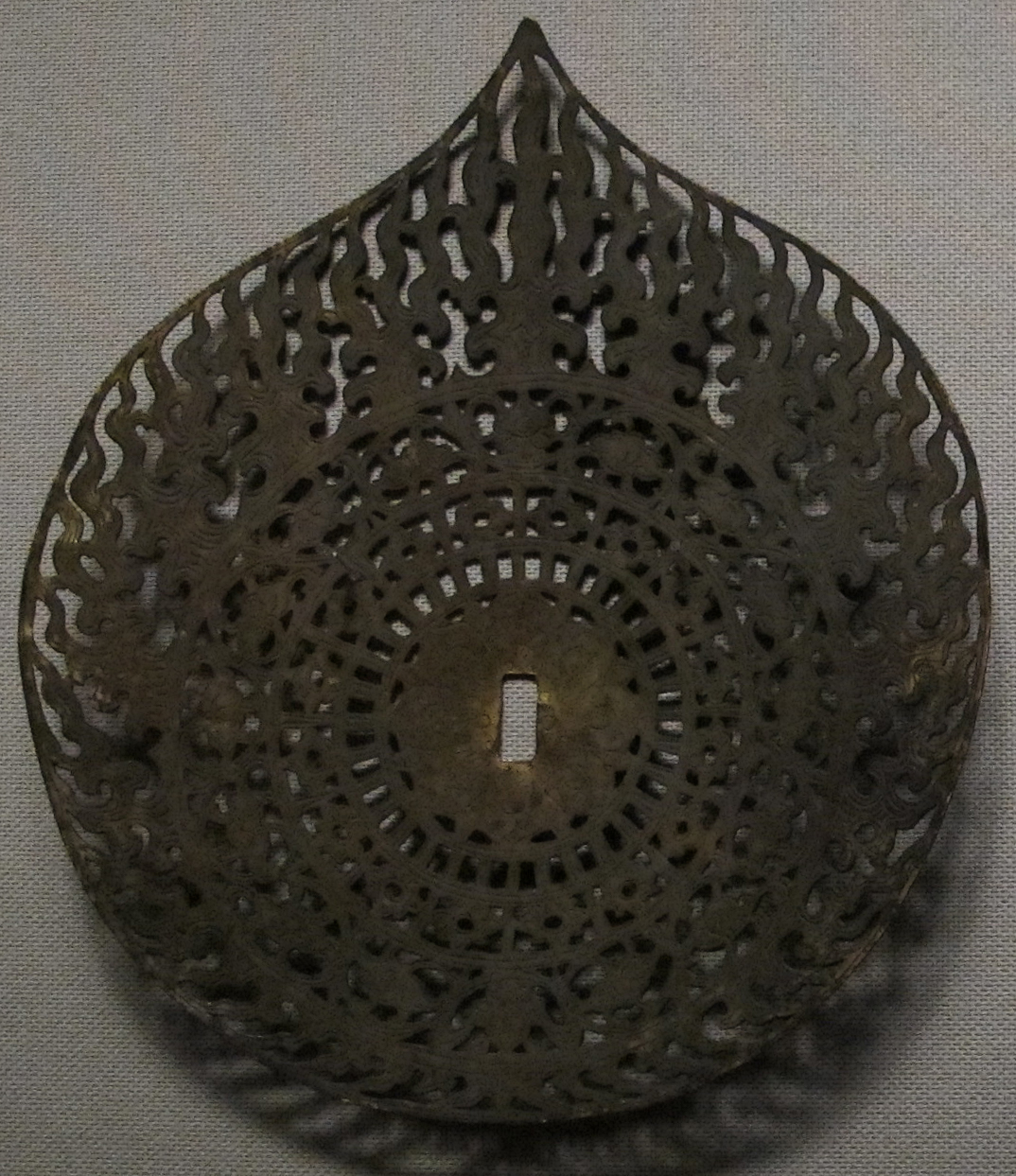
195 - 13号
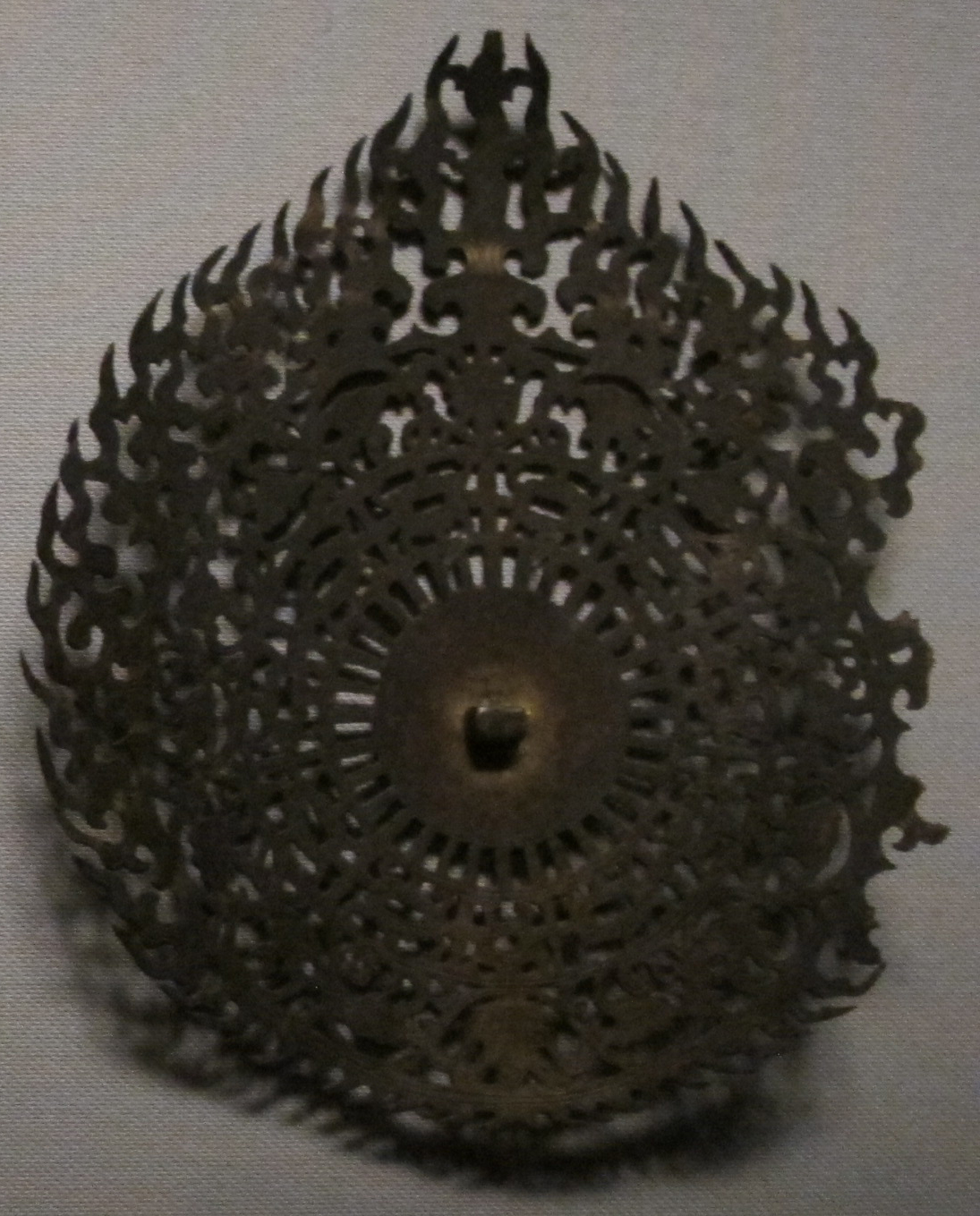
195 - 14号
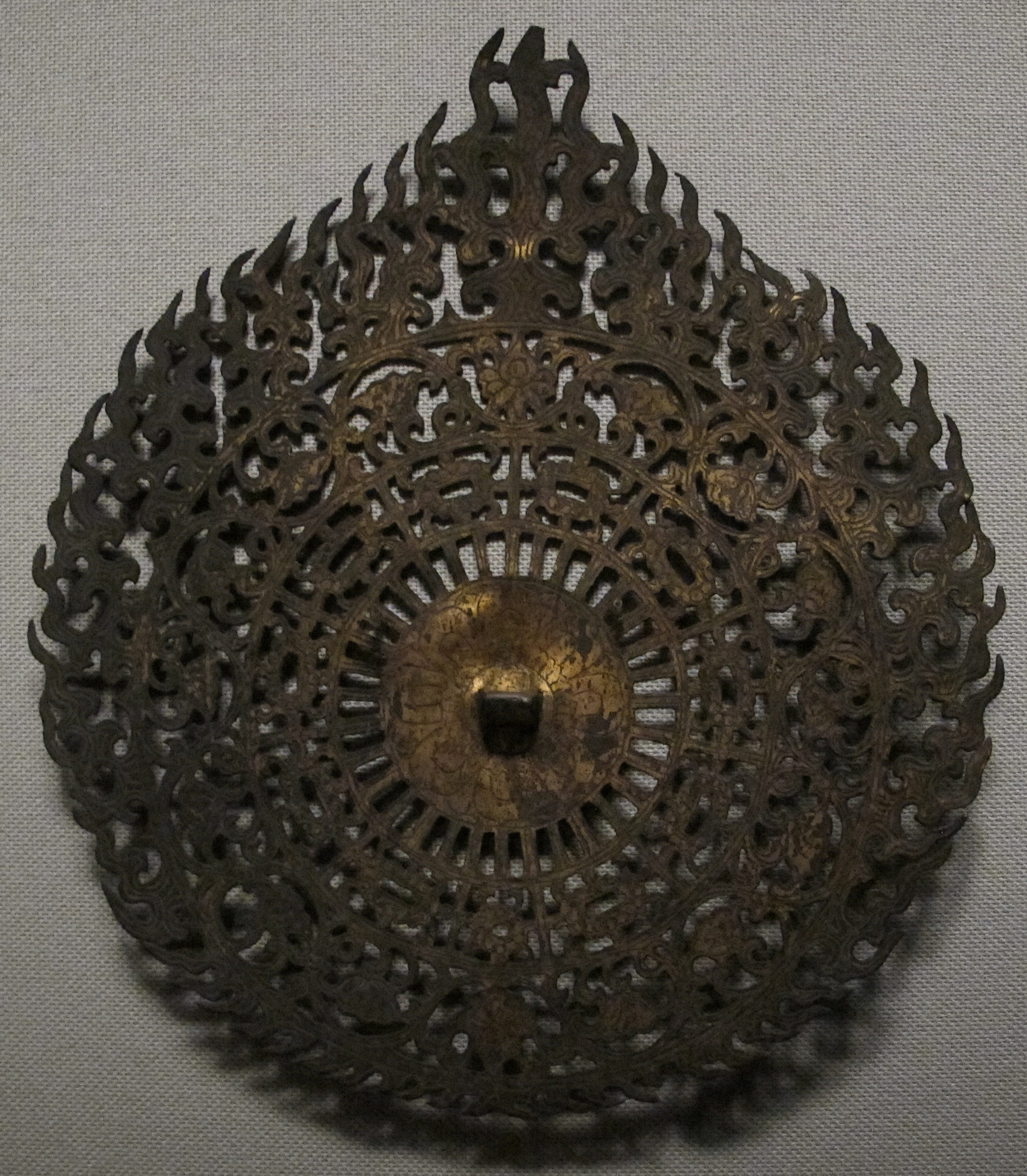
195 - 15号
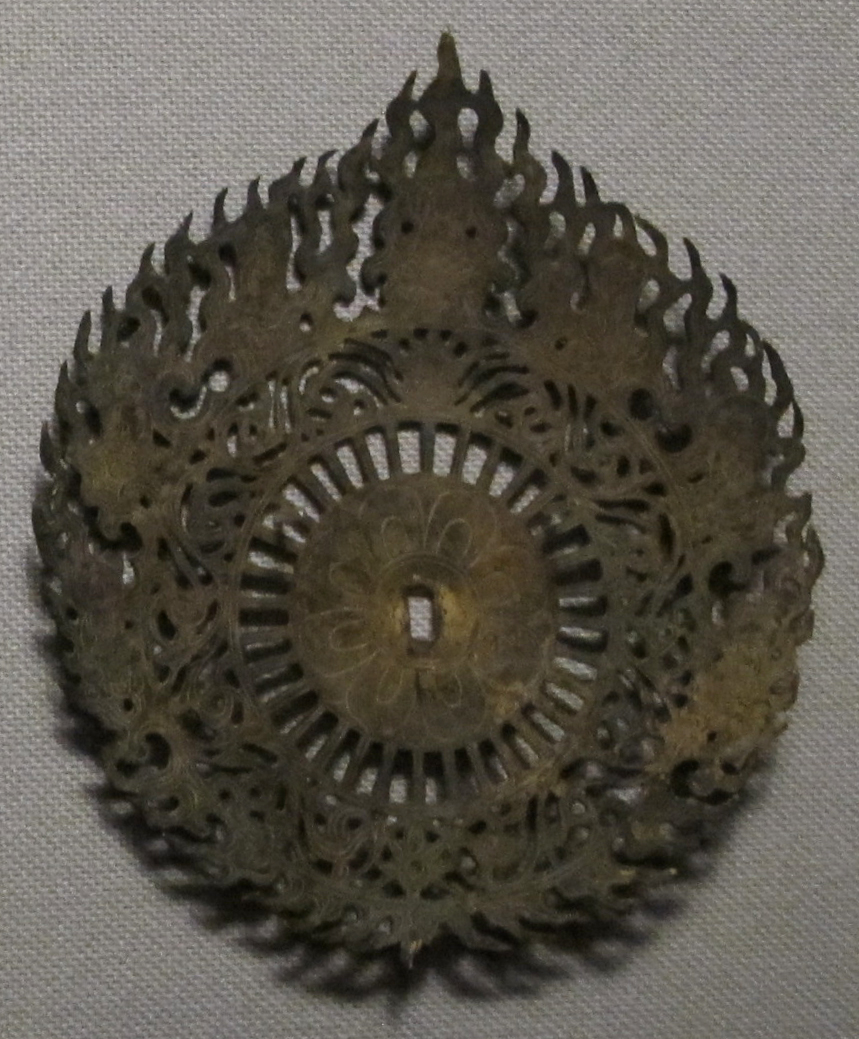
195 - 16号
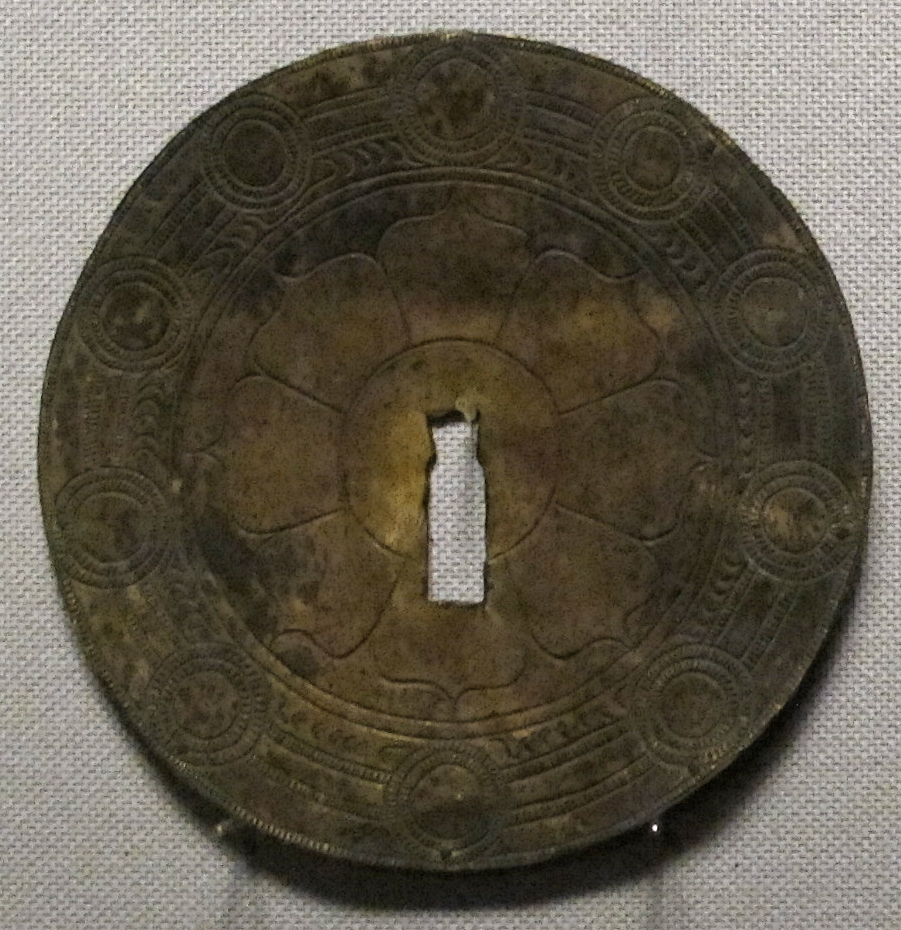
195 - 17号
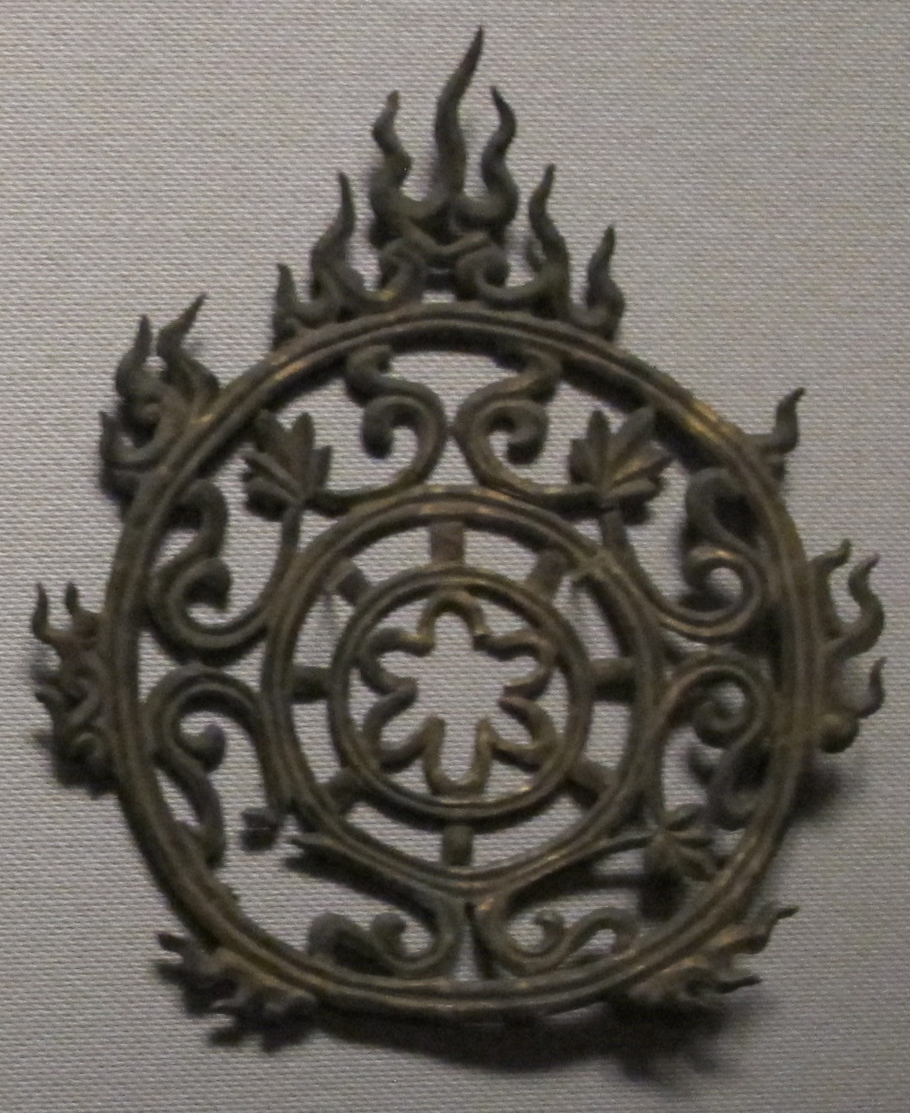
195 - 18号
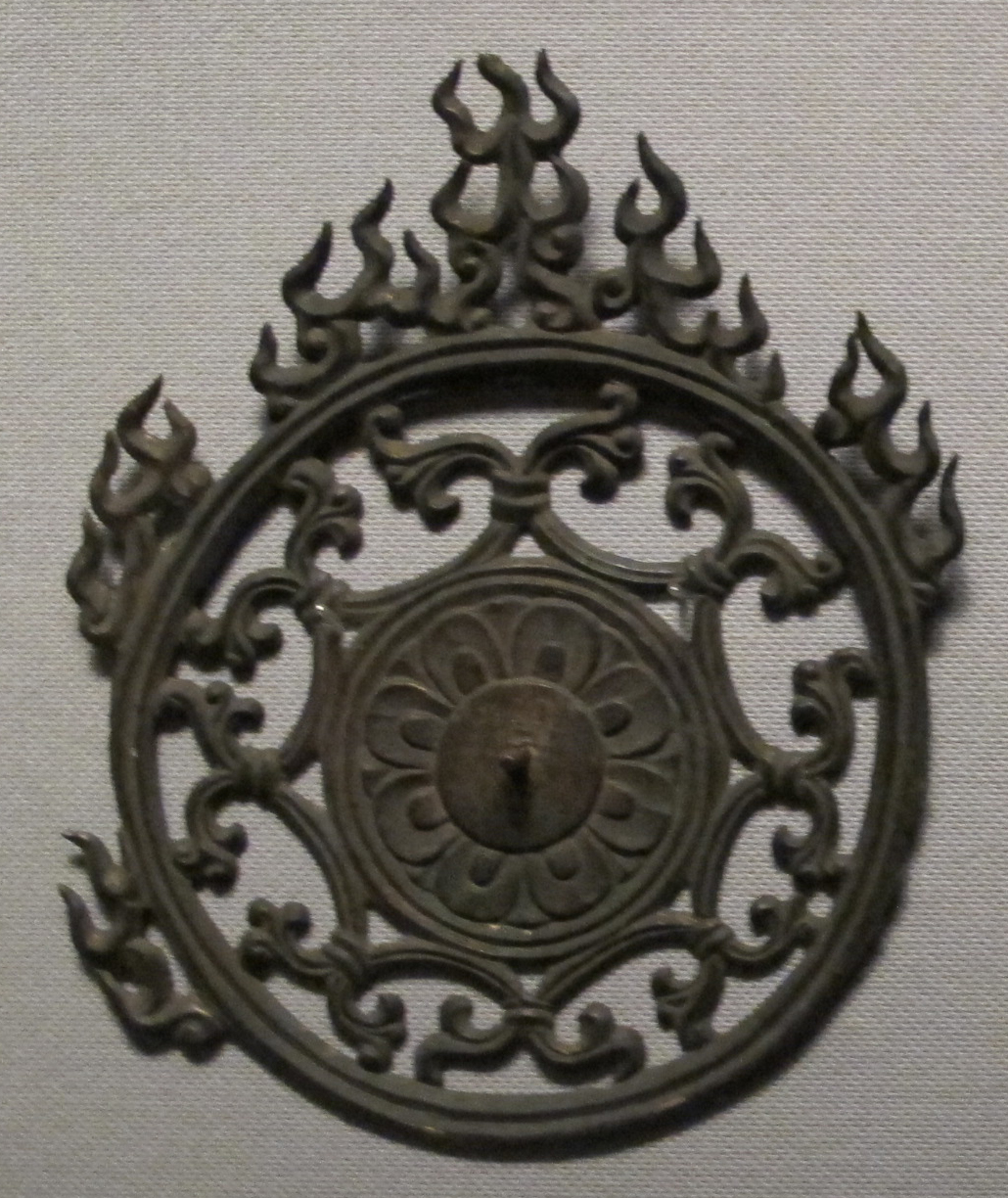
195 - 19号
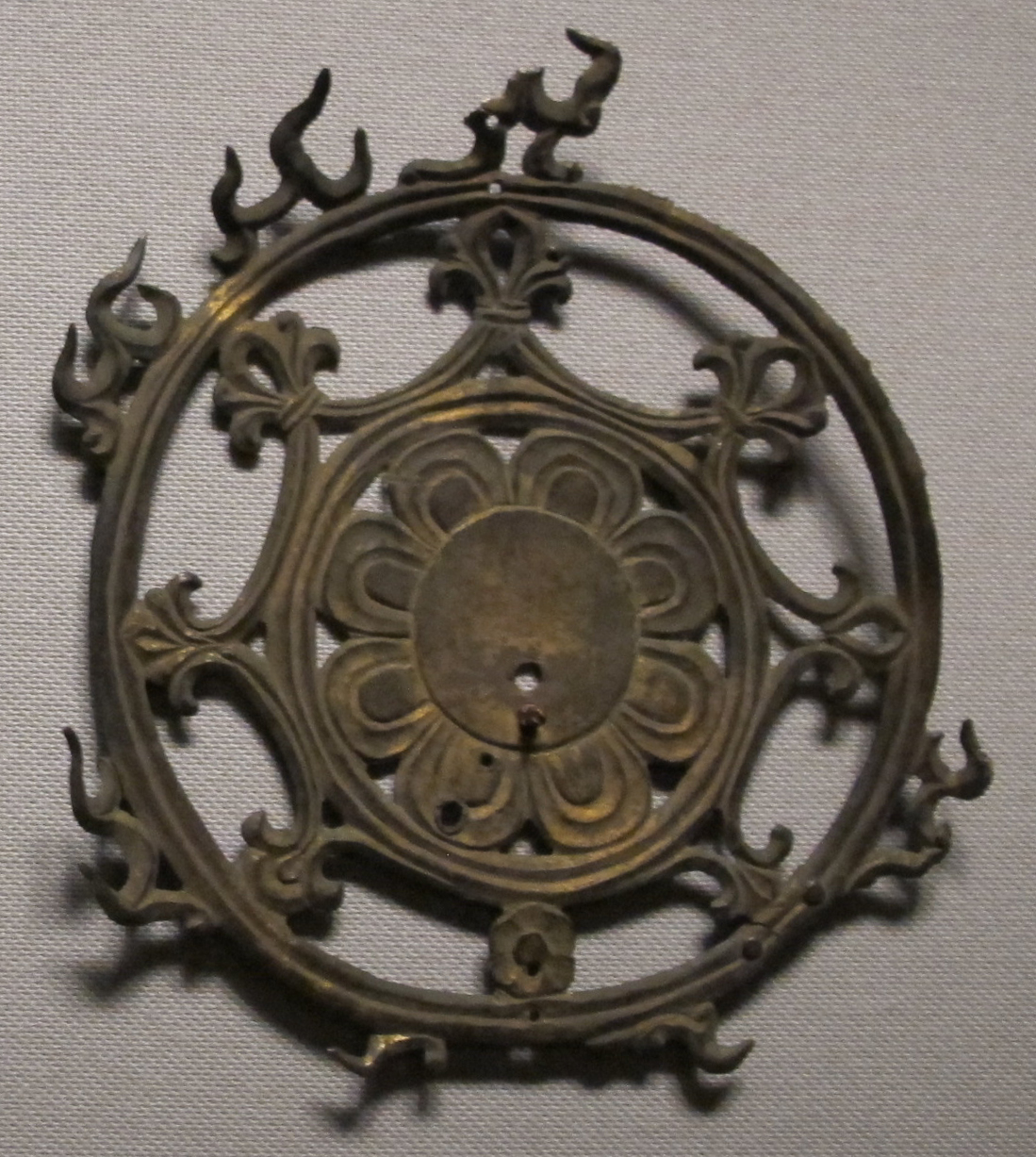
195 - 20号
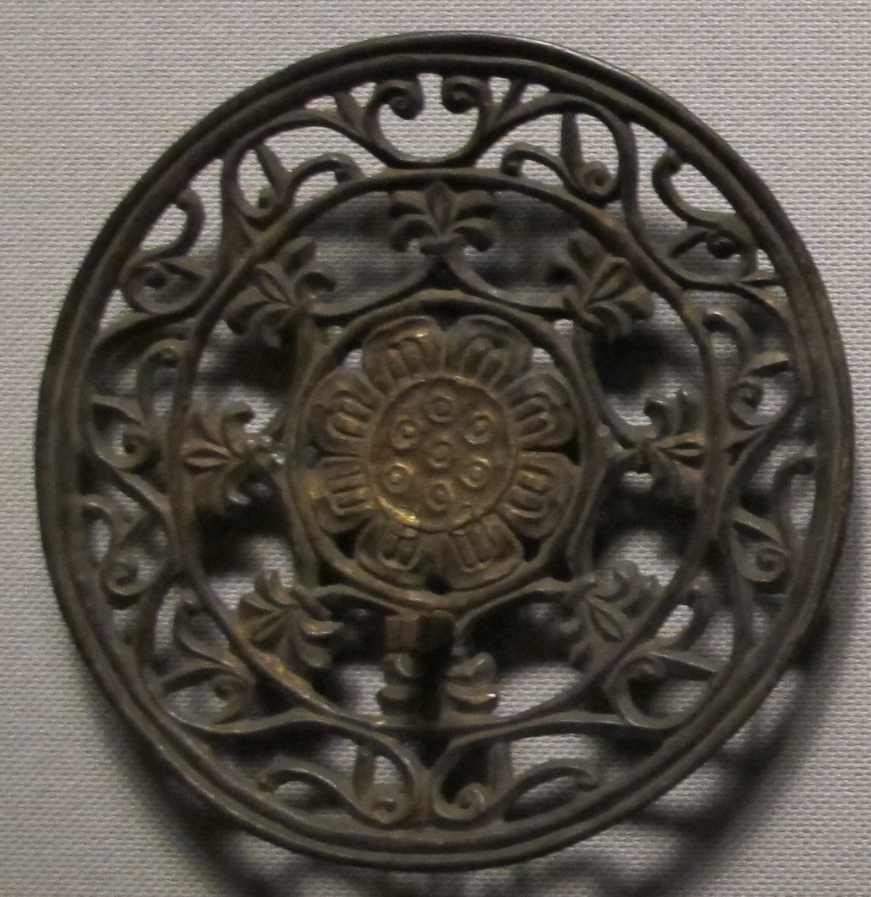
195 - 21号
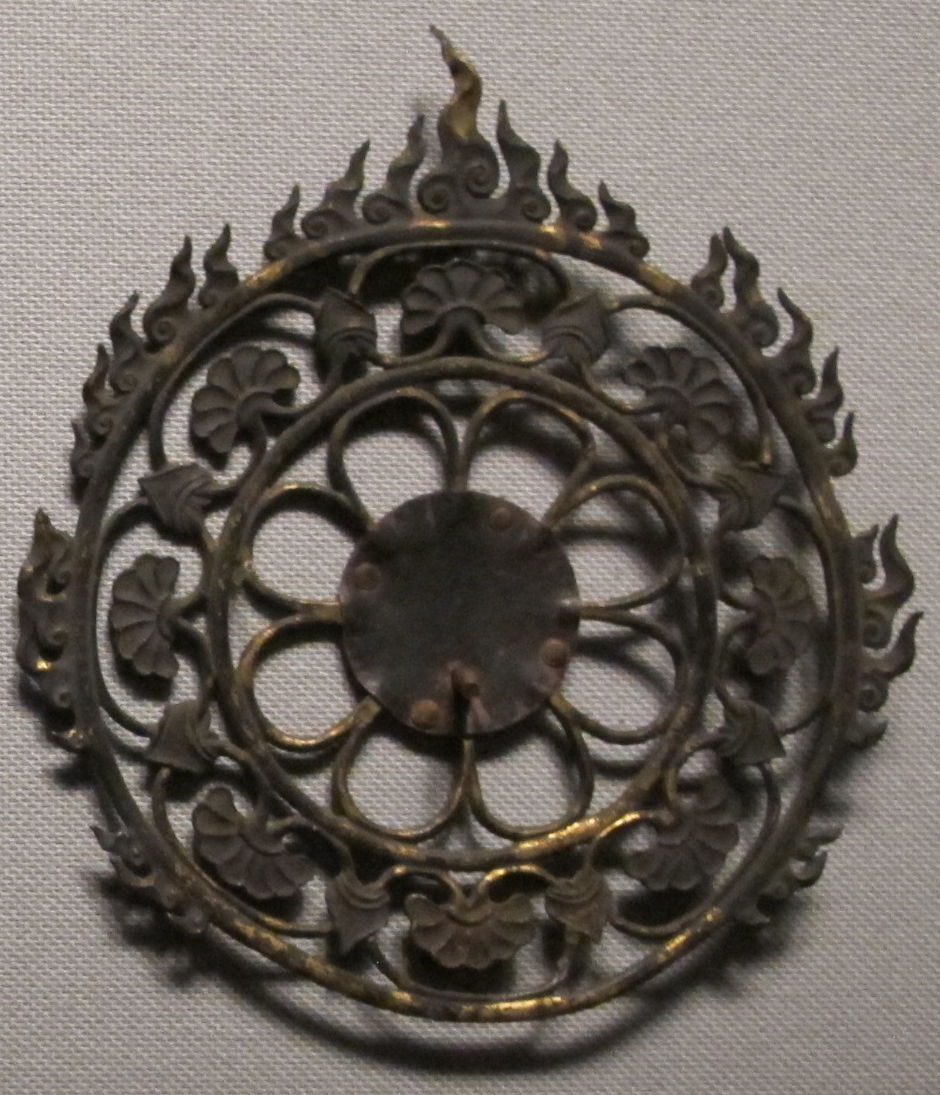
195 - 22号
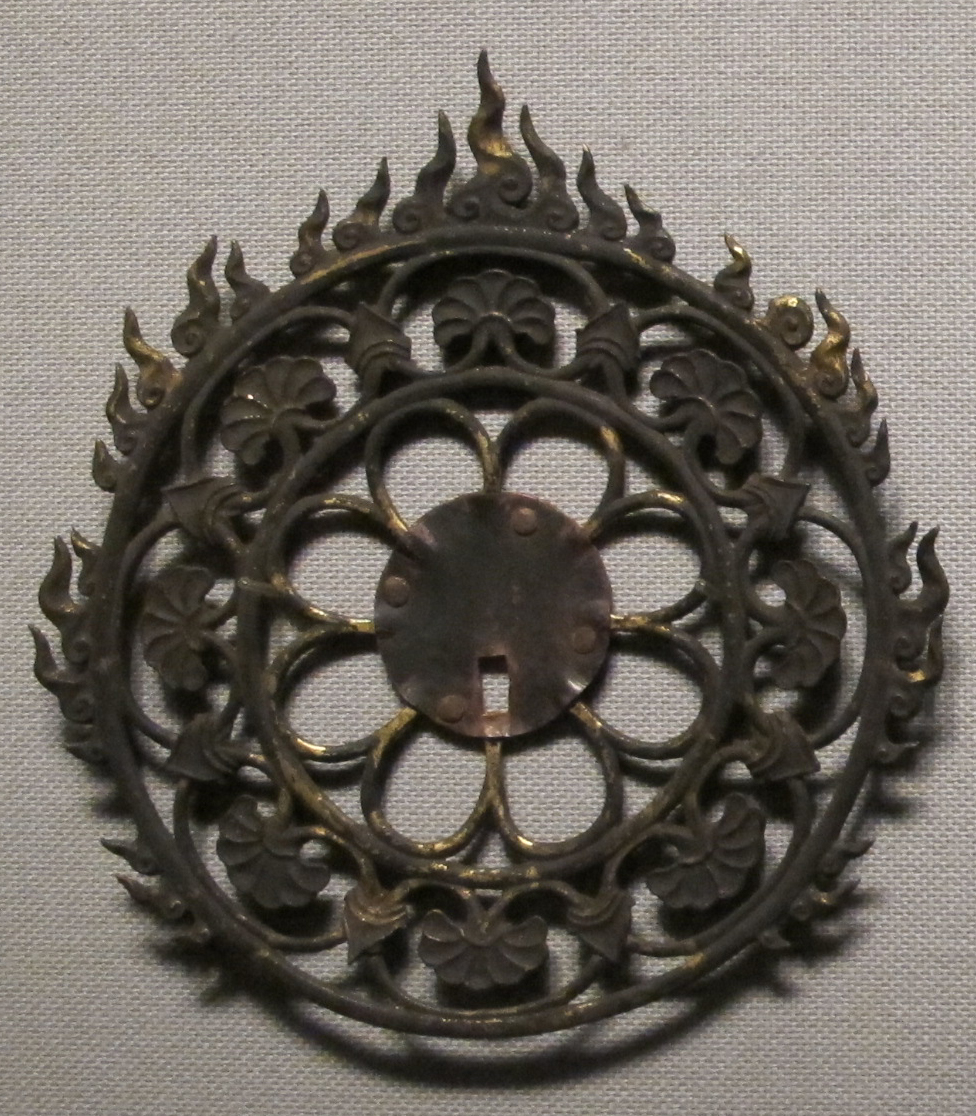
195 - 23号
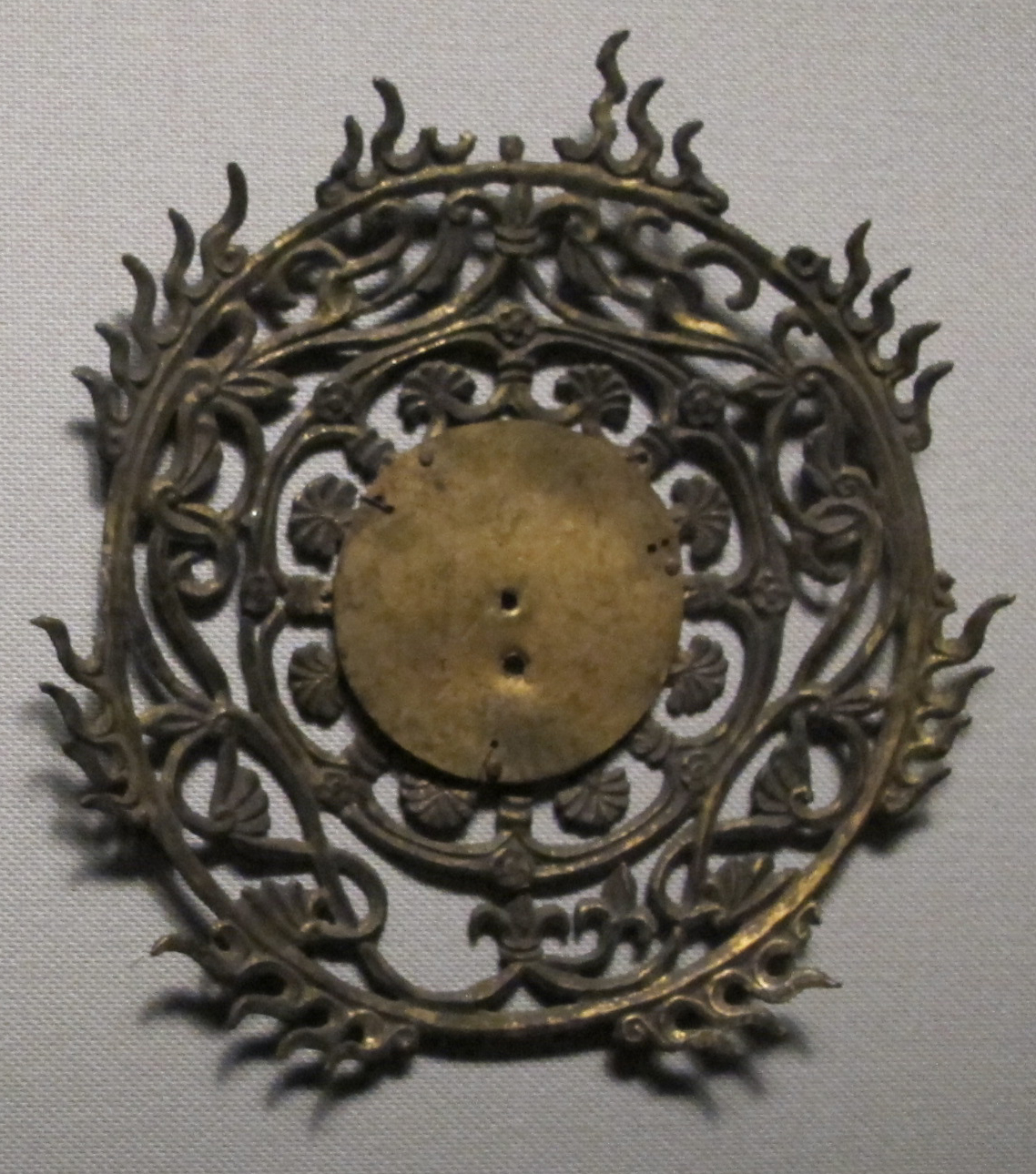
195 - 24号
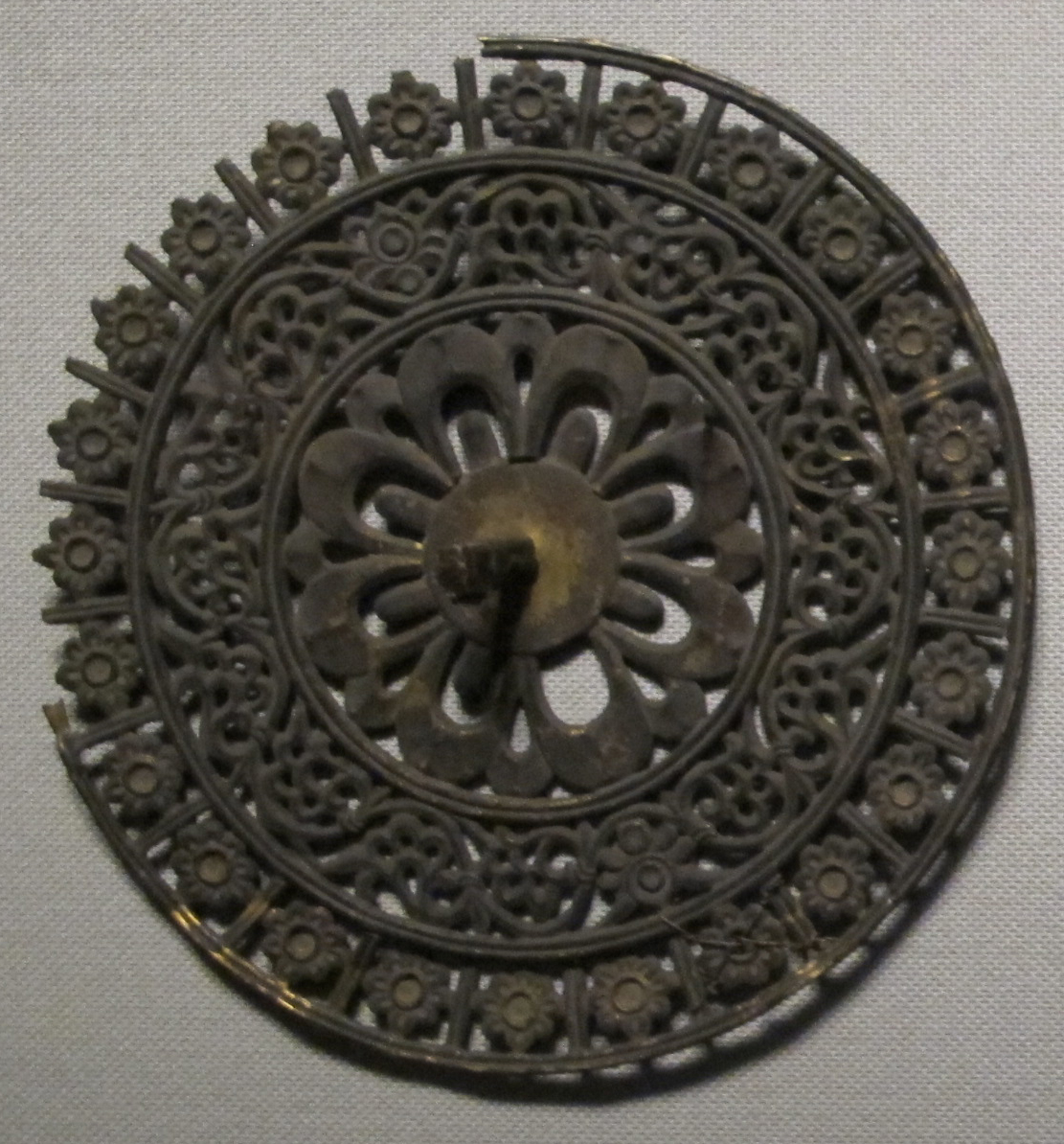
195 - 25号
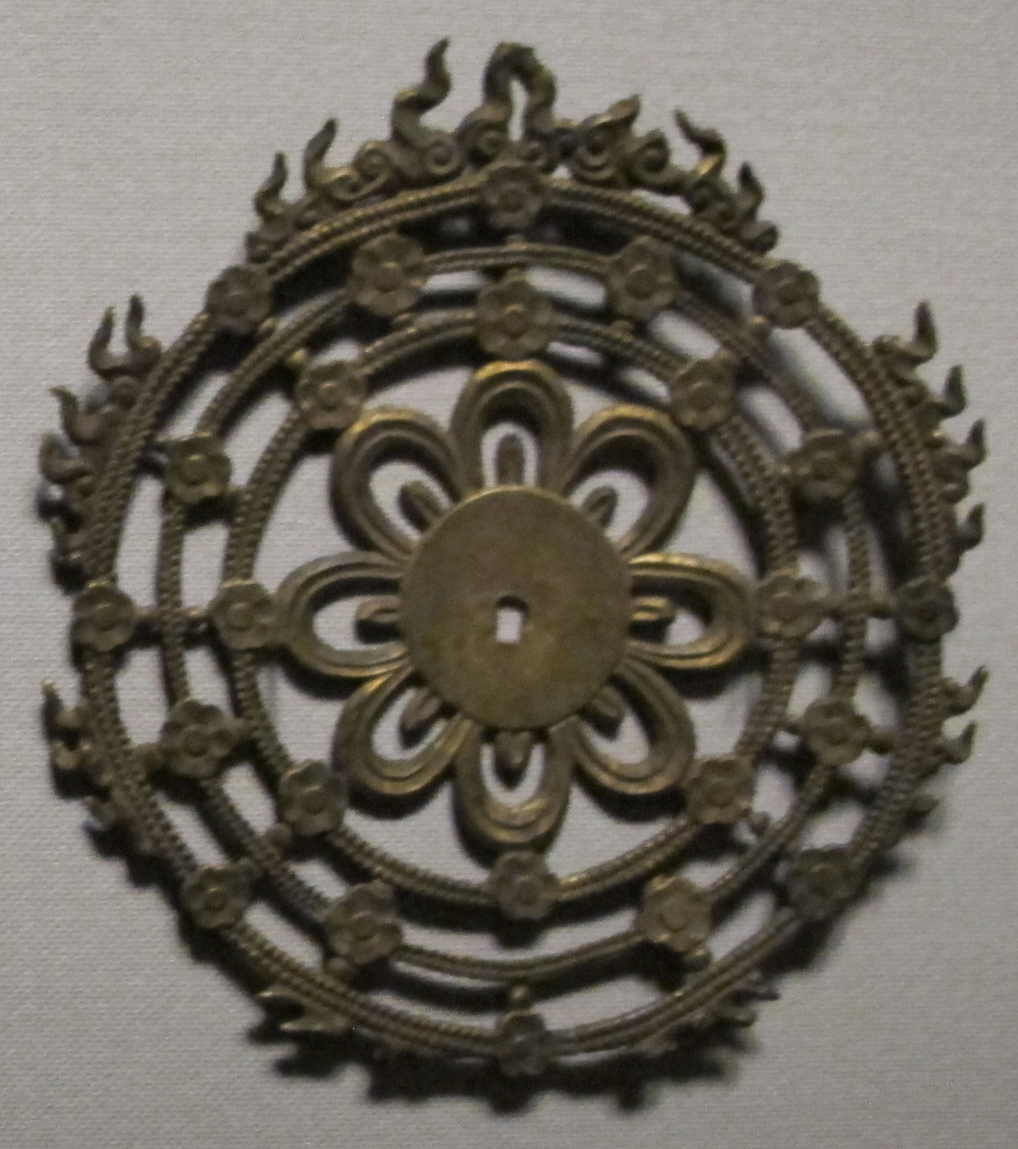
195 - 26号
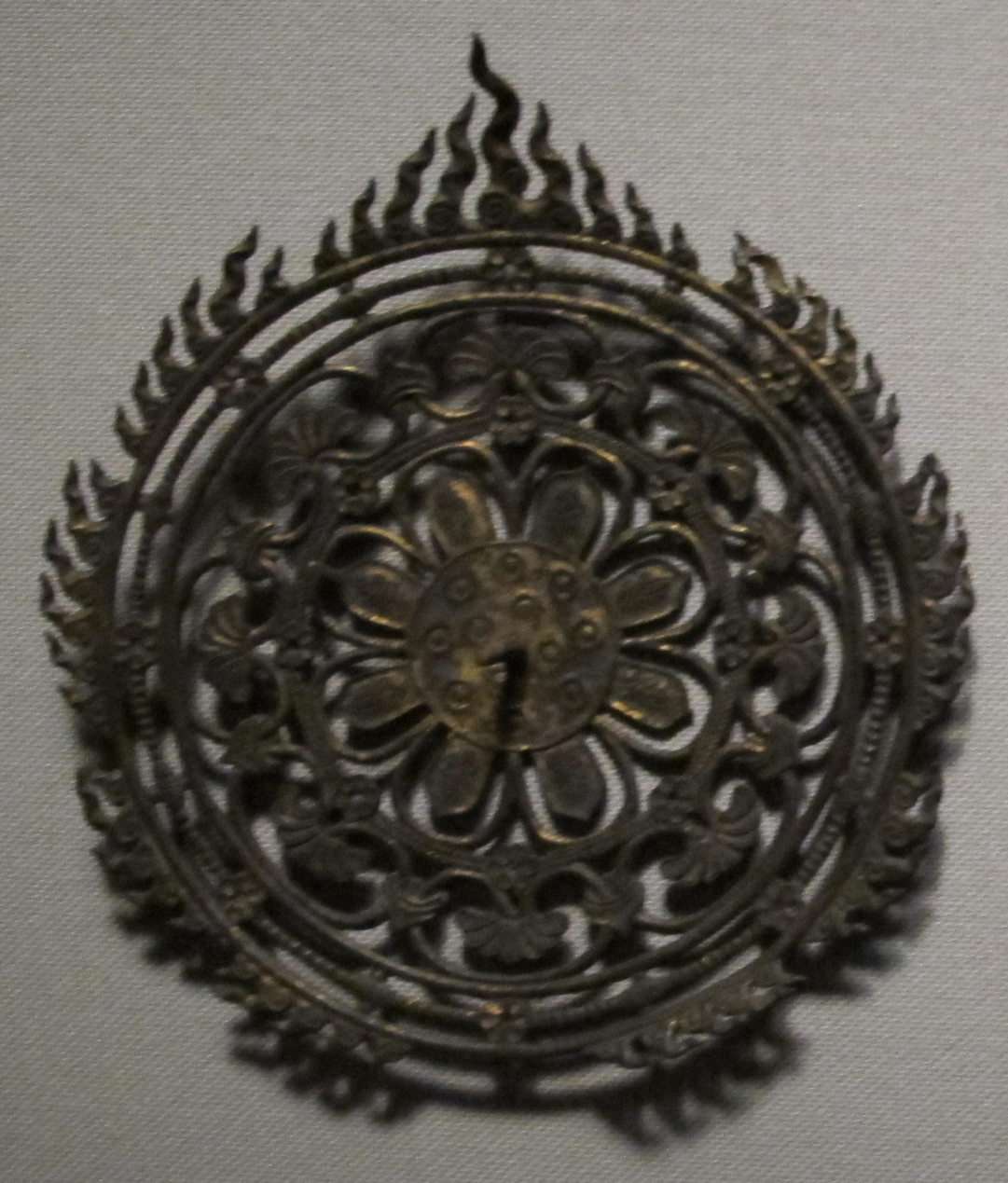
195 - 27号
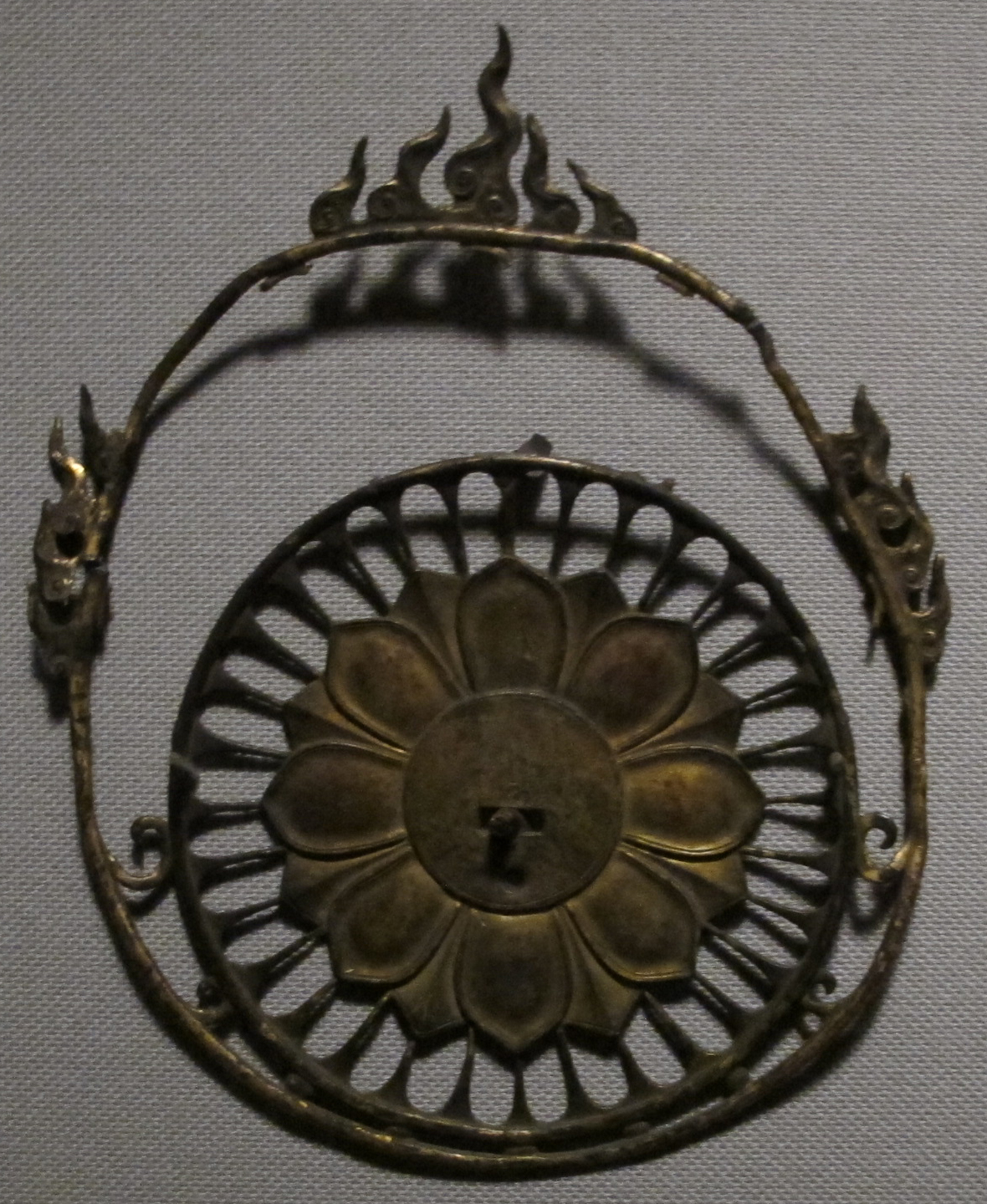
195 - 28号
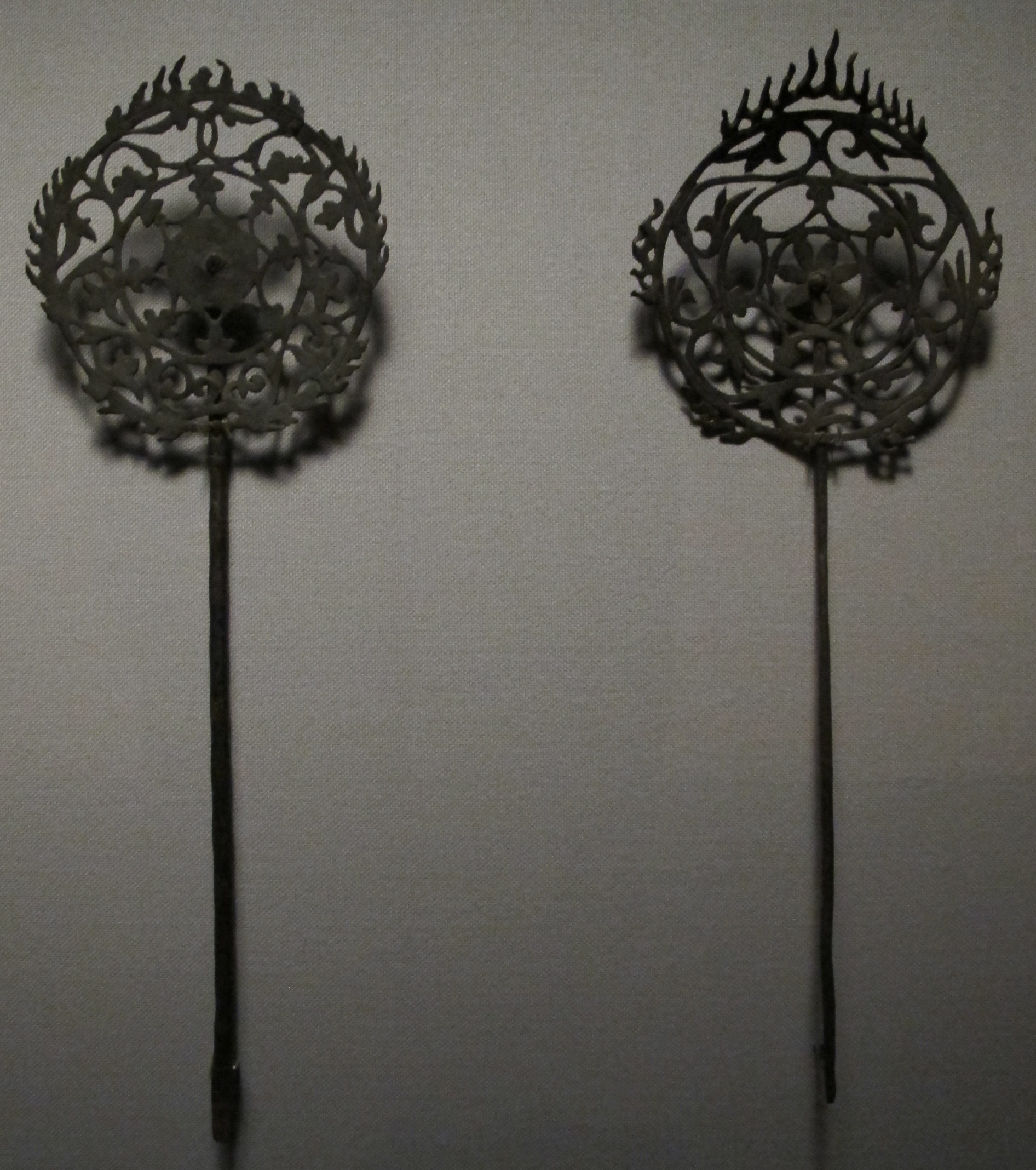
195 - 34号（左）、195 - 33号（右）
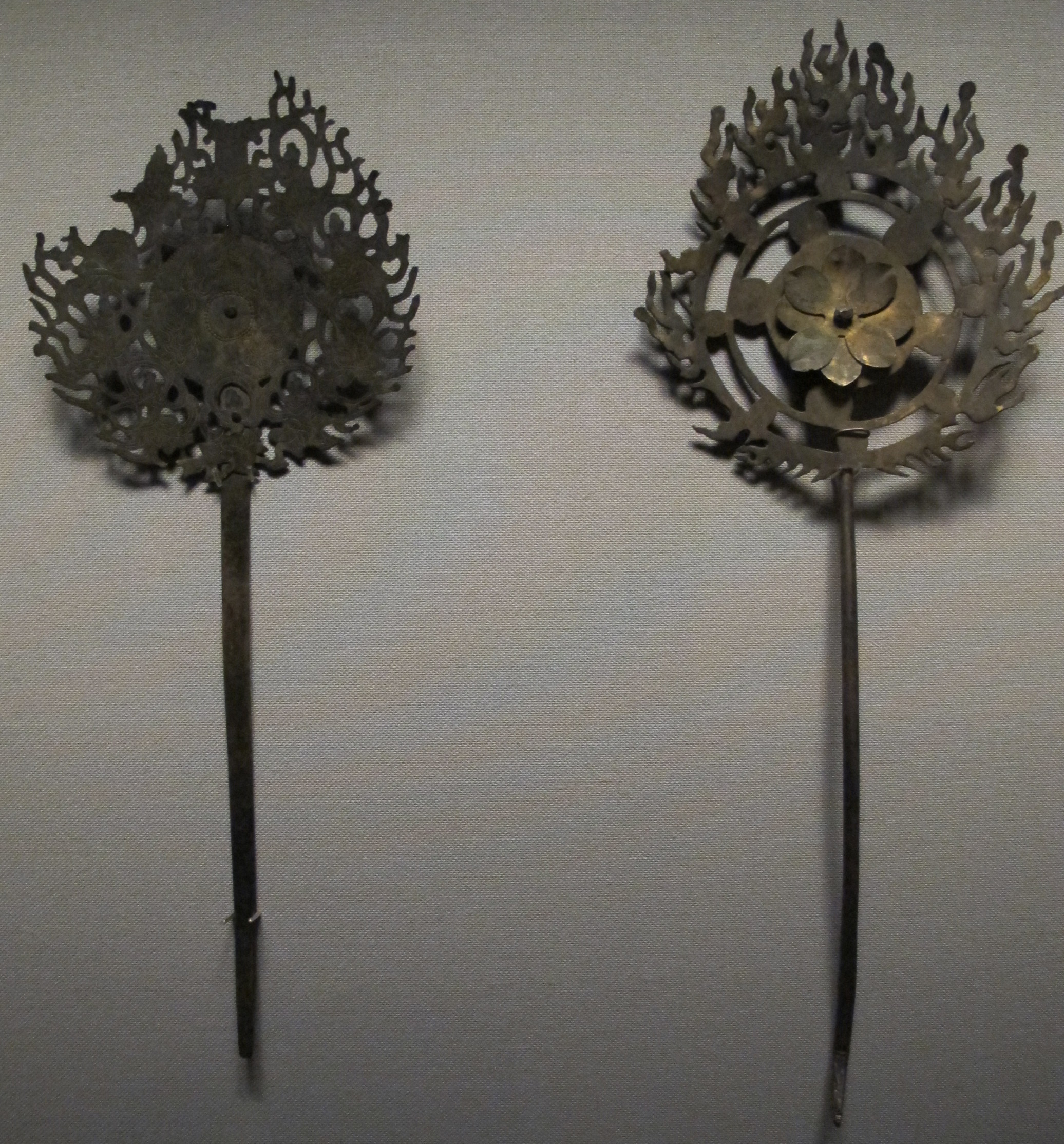
195 - 36号（左）、195 - 35号（右）
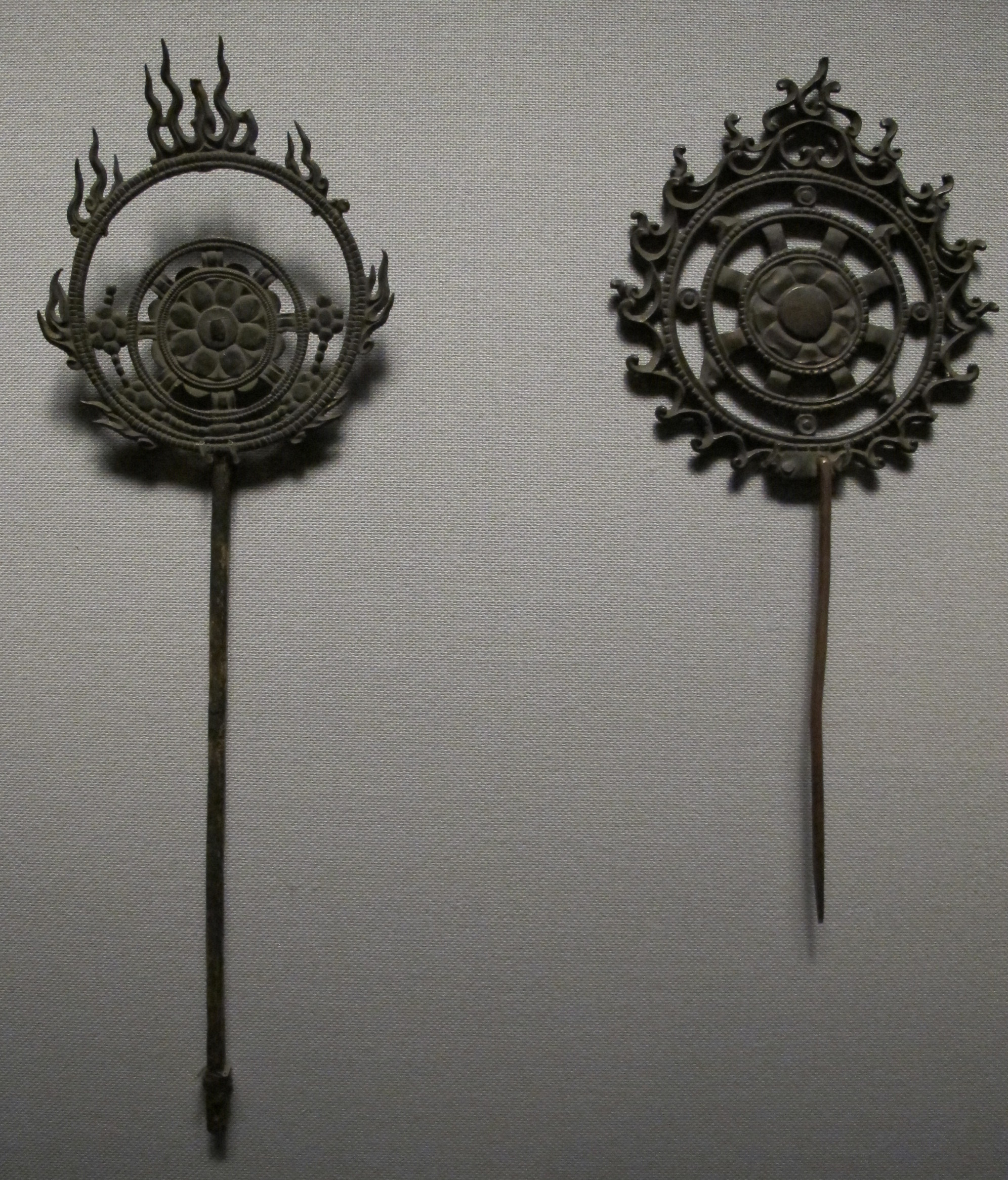
195 - 38号（左）、195 - 37号（右）

## 文化財指定
- 1958年（昭和33年）2月8日、以下の5件が重要文化財に指定（昭和33年文化財保護委員会告示第7号）
  - 菩薩半跏像（丙寅年銘）、観音菩薩立像（辛亥年銘）、如来坐像（145号像）、菩薩半跏像（158号像）、菩薩立像188号像）[16]

- 1965年（昭和40年）5月29日、以下の12件が重要文化財に指定（昭和40年文化財保護委員会告示第25号）
  - 如来及び両脇侍立像、阿弥陀如来及び両脇侍像、如来坐像2件、如来倚像、如来立像6件、麻耶夫人及び天人像

- 1966年（昭和41年）6月11日、以下の32件が重要文化財に指定（昭和41年文化財保護委員会告示第32号）
  - 菩薩半跏像8件、観音菩薩立像19件、観音菩薩・勢至菩薩立像1件、菩薩立像4件、

- 1967年（昭和42年）6月15日、光背（33面及び附指定4面）が重要文化財に指定（昭和42年文化財保護委員会告示第24号）